# V2 (missile)
Pour les articles homonymes, voir V2.
Le V2 (de l'allemand Vergeltungswaffe 2 : « arme de représailles »), Aggregat 4 ou A4, est un missile balistique développé par l'Allemagne nazie durant la Seconde Guerre mondiale et lancé à plusieurs milliers d'exemplaires dès le 8 septembre 1944 et jusqu'en 1945 contre les populations civiles, principalement du Royaume-Uni et de Belgique.
Cette fusée de 13 tonnes peut emporter une charge explosive de 800 kg à une distance de 300 kilomètres. C'est la première grosse fusée construite, et les technologies mises au point durant sa conception, telles que la propulsion à ergols liquides de grande puissance et les gyroscopes de précision, ont plus tard bouleversé ce domaine technique. Le V2 est en effet directement à l'origine des missiles balistiques intercontinentaux qui seront porteurs d'armes nucléaires et des lanceurs qui ont ouvert l'ère spatiale à la fin des années 1950.
La réalisation du missile V2 est le résultat des travaux d'ingénieurs et chercheurs allemands dans le domaine des fusées, qui débutent dans les années 1920 et qui sont soutenus à partir de 1934 par l'armée allemande, désireuse de disposer de nouvelles armes échappant aux limitations du traité de Versailles. Les fusées de la série Aggregat, de puissance croissante, sont mises au point par de jeunes ingénieurs comme Helmut Gröttrup, Arthur Rudolph, Walter Thiel et Wernher von Braun, en s'appuyant sur les travaux de plusieurs pionniers de l'astronautique tels que Hermann Oberth ou Max Valier. Walter Dornberger joue un rôle essentiel, en faisant le lien entre le régime nazi et ces ingénieurs. Le V2 est mis au point à Peenemünde, mais sa production en série, qui débute en 1943, est effectuée dans l'usine souterraine de Mittelwerk, dans laquelle périssent plusieurs milliers de prisonniers placés sous la coupe des SS.
Le V2 en tant qu'arme est un échec. Son guidage imprécis, sa charge militaire limitée ne permettent pas d'avoir un impact notable d'un point de vue militaire : les 3 000 V2 tirés ont tué quelques milliers de civils en drainant les ressources d'une Allemagne exsangue. À la fin de la Seconde Guerre mondiale, les vainqueurs, en particulier les États-Unis et l'Union soviétique, mettent la main sur les stocks de V2 et sa documentation technique. Ils font venir les principaux ingénieurs et techniciens allemands sur leurs territoires nationaux dans le but de rattraper le retard constaté par rapport à l'Allemagne dans ce domaine. Des V2 seront utilisés notamment comme fusées-sondes, et inspirent fortement les premiers missiles balistiques développés dans ces deux pays. Aux États-Unis les ingénieurs allemands, en particulier Wernher von Braun, jouent un rôle de premier plan dans le développement du programme spatial civil au sein de l'agence spatiale américaine, la NASA.

## Historique

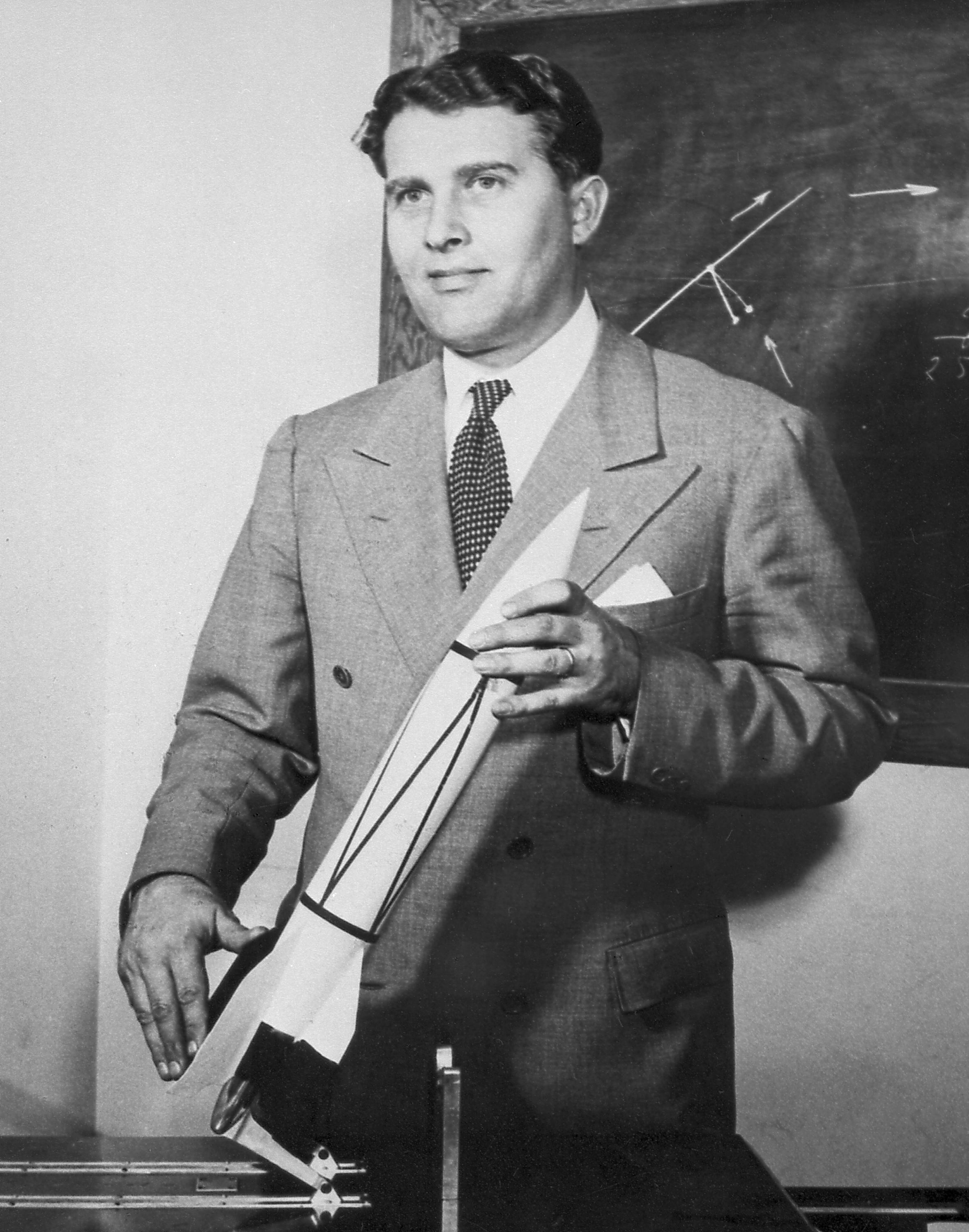
Wernher von Braun tenant une maquette de V2.

Pour un article plus général, voir Histoire du missile balistique.

### Travaux de laVerein für Raumschiffahrt
À l'origine du missile V2 se trouve un groupe de passionnés regroupés au sein de l'association allemande Verein für Raumschiffahrt (en français : « Union pour le voyage spatial ») ou V.f.R. Les membres fondateurs les plus connus sont Johannes Winkler, Max Valier et Willy Ley. Cette société publie le bulletin Die Rakete (en français : « la fusée ») et malgré des moyens financiers réduits est très active et connue sur le plan international. En 1930, la VfR déménage de Breslau à Berlin et plusieurs futures personnalités de premier plan comme Wernher von Braun, Klaus Riedel et Rudolf Nebel la rejoignent. Plusieurs de ses membres construisent la fusée Mirak-I de 3 kilogrammes dont le moteur dérive de celui mis au point en 1928 par un autre pionnier de l'astronautique germanophone, Hermann Oberth. Plusieurs versions sont développées avec des résultats modestes : le premier succès intervient le 10 mai 1931 avec la fusée Mirak-III qui s'élève à 18 mètres de hauteur, propulsée par un moteur à ergols liquides. Depuis 1930 les essais se poursuivent sur un terrain de 1 km2 abandonné par l'armée allemande et situé dans Berlin. Des progrès rapides sont ensuite effectués : la fusée Repulsor IV, propulsée par un moteur d'une poussée de 60 kg utilisant une nouvelle combinaison d'ergols (alcool et oxygène liquide), parvient à s'élever jusqu'à une altitude de 1 500 mètres avec une portée de 5 km. Ces travaux ont un retentissement international et la VfR passe des accords de coopération avec l’American Interplanetary Society qui deviendra par la suite l’American Rocket Society.

### Implication de l'armée allemande
L'armée allemande investit dès 1929 dans des travaux de recherche sur l'utilisation militaire des fusées. L'objectif poursuivi est notamment de trouver des moyens de contourner les restrictions du traité de Versailles qui limite le développement des forces aériennes allemandes. Karl Becker, militaire de carrière et ingénieur d'artillerie, est responsable de ces recherches dont il confie la réalisation au capitaine Walter Dornberger. Celui-ci est chargé de mettre au point des fusées à propergol solide de 5 à 9 kg, et d'effectuer des recherches théoriques sur la propulsion à ergols liquides. Un champ de tir situé à Kummersdorf dans la banlieue de Berlin est utilisé entre 1930 et 1932 pour effectuer des lancements de roquettes à propergol solide. Becker et Dornberger, qui ont suivi les travaux de la  VfR, concluent au printemps 1932 un accord avec Rudolf Nebel pour que celui-ci effectue un tir de sa fusée Repulsor sur le champ de tir militaire de Kummersdorf, contre une rémunération de 1 000 Reichsmark. Le vol qui a lieu en juillet est un demi-succès mais Dornberger propose tout de même de subventionner les travaux, à condition que ceux-ci soient menés de manière scientifique, et que les essais ne soient plus publics. Nebel, bien qu'adhérent de l'association paramilitaire de droite Stahlhelm, Bund der Frontsoldaten, refuse ces conditions car il se méfie des militaires et entretient des relations difficiles avec Becker. Celui-ci a plus de succès lorsqu'il expose la même proposition à von Braun qui a participé aux négociations entre Nebel et les militaires. Becker propose de financer une thèse de von Braun sur la propulsion à ergols liquides, à condition que les essais des fusées issues de ces travaux se déroulent à Kummersdorf. En novembre 1932, von Braun et le mécanicien  Heinrich Grünow commencent le développement d'une nouvelle fusée. Trois mois plus tard, ils font fonctionner sur banc d'essais durant 60 secondes un moteur à ergols liquides d'une poussée de 103 kilogrammes brûlant un mélange d'oxygène liquide et d'alcool. Un deuxième moteur, refroidi par circulation d'alcool et fournissant une poussée triple, fonctionne quelques mois plus tard. En janvier 1933, deux mois après le début des travaux de von Braun pour le compte des militaires, Hitler arrive au pouvoir. Le nouveau régime prend immédiatement des mesures autoritaires en muselant l'opposition. Becker profite de ce nouveau climat pour mettre pratiquement fin aux travaux du groupe d'amateurs de fusées de la V.f.R. car il souhaite maintenir le secret sur les travaux dans ce domaine pour préserver l'élément de surprise que pourrait créer la nouvelle arme. L'association V.f.R., privée de moyens financiers et de terrain de lancement par la ville de Berlin, est dissoute en janvier 1934.

### De l'A1 à l'A4

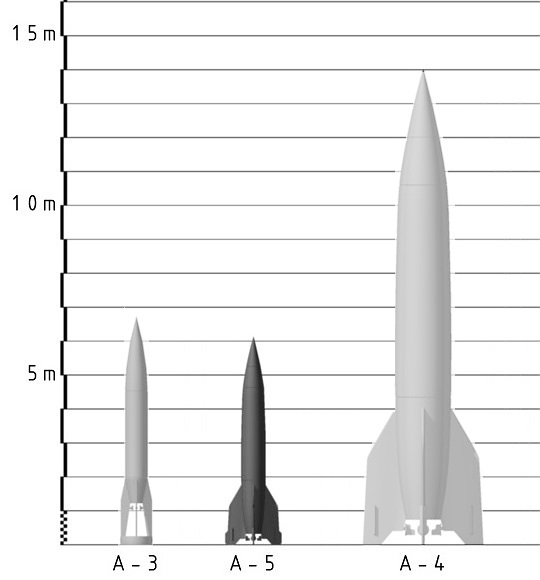
Comparaison des A3, A5 et A4.

#### Premières fuséesAggregat
Les travaux de von Braun débouchent sur la réalisation de la fusée Aggregat 1 (ou A1). D'une masse de 150 kg pour une hauteur de 1,35 mètre son moteur développe une poussée de 300 kg. Les essais au sol se passent bien mais la fusée 1 explose à la suite d'un retard à l'allumage, et des problèmes de stabilité en vol sont mis en évidence. Le deuxième modèle A2, qui doit corriger ces défauts en conservant pratiquement les mêmes caractéristiques, est testé avec succès. Deux exemplaires sont lancés depuis l'île de Borkum en mer du Nord le 24 décembre 1934, et atteignent une altitude de plus de 2 kilomètres. Ces succès permettent d’accroître les effectifs dont dispose von Braun, qui est rejoint par Riedel. Il est décidé de développer une fusée nettement plus massive (740 kg) qui utilisera un moteur de 1,4 tonne de poussée fonctionnant trois fois plus longtemps (45 secondes). L'A3, qui mesure 6,74 mètres de haut pour un diamètre de 68 cm, utilise pour la première fois un système de guidage et de pilotage autonome, reposant sur des gyroscopes et agissant à la fois sur des gouvernes installées à l'extrémité de l'empennage de la fusée et des déflecteurs de jet situés en sortie de la tuyère. Les développements qui débutent en 1935 sont désormais suivis par les plus hauts dirigeants de l'Armée, et une première proposition de missile balistique soumise par Becker à Adolf Hitler, arrivé depuis peu au pouvoir, reçoit un accueil favorable.

#### Installation à Peenemünde

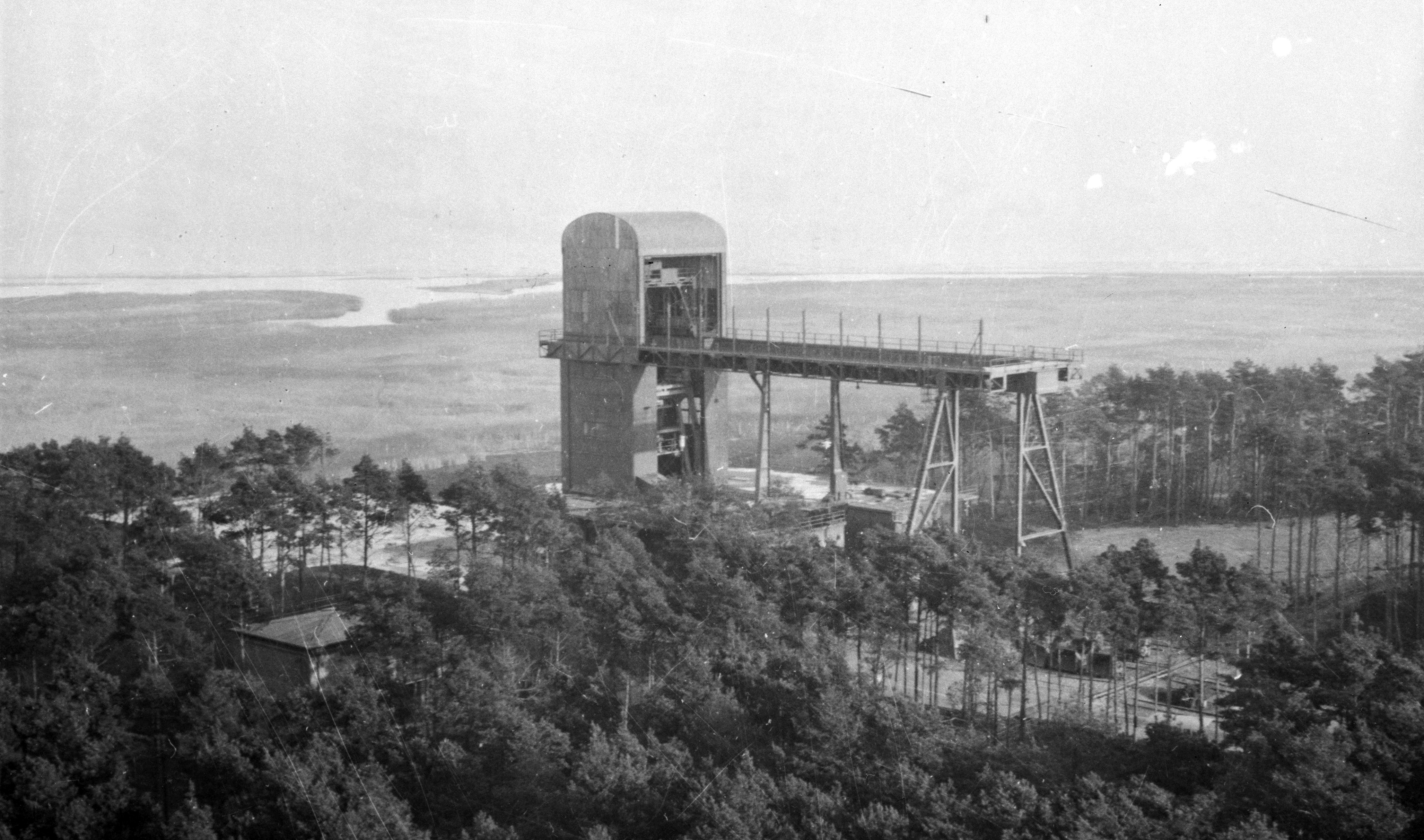
Banc d'essais no 1 à Peenemunde.

L'Armée de l'Air, pour laquelle von Braun a développé des fusées d'assistance au décollage, comme l'Armée de Terre dont dépendent Dornberger et Becker sont désormais prêtes à mettre à disposition des moyens financiers importants. En 1936 l'équipe de von Braun compte désormais 80 personnes, et le terrain de Kummersdorf est devenu trop exigu pour les essais envisagés. Sur la suggestion de la mère de von Braun, les installations sont déménagées à Peenemünde, un lieu situé à 250 km au nord de Berlin sur l'île de Usedom le long de la côte de la mer Baltique. Le site retenu, au nord de l'île, est peu accessible et inhabité, ce qui répond bien au cahier des charges d'un projet secret. L’ilot de Greifswalder Oie situé à une dizaine de kilomètres au large constitue une zone de lancement idéale. L'Armée de l'air et l'Armée de terre allemandes financent à hauteur de 11 millions de Reichsmark un ensemble d'habitations, d'installations industrielles et d'équipements de test qui accueillera à terme plus de 2 000 scientifiques et ingénieurs ainsi que 4 000 techniciens et ouvriers. Deux établissements sont construits côte à côte : la partie ouest d'une superficie de 10 km2 est occupée par l'Armée de l'air qui dispose d'un terrain d'atterrissage pour les avions expérimentaux, mais avec des installations modestes car aucun travail de recherche n'est prévu sur place. La partie est, dans laquelle s'installent en mai 1937 les chercheurs et les techniciens dirigés par von Braun, comprend une usine de production d'oxygène liquide, un petit port, un ensemble d'habitations plutôt luxueuses pour les nouveaux arrivants. Les principaux bâtiments techniques ainsi que les bancs d'essais sont situés à l'extrémité nord de l'île. En parallèle du développement de l'A3, Domberger, von Braun et Walter Riedel définissent fin 1935 le cahier des charges d'une arme susceptible d'exploiter les percées techniques effectuées. Ils choisissent pour le futur missile, qui sera baptisé A4 dans sa version de test, une portée double de celle du Pariser Kanonen (130 km) pour flatter les dirigeants de l'Armée de terre. À sa portée maximale, la précision doit être de 750 mètres. L'envergure de l'empennage doit être compatible avec le gabarit ferroviaire. La charge d'explosifs doit être d'une tonne. Pour tenir ce cahier des charges, la fusée doit disposer d'un moteur-fusée d'une poussée de 25 tonnes.

#### Mise au point de l'A3/A5

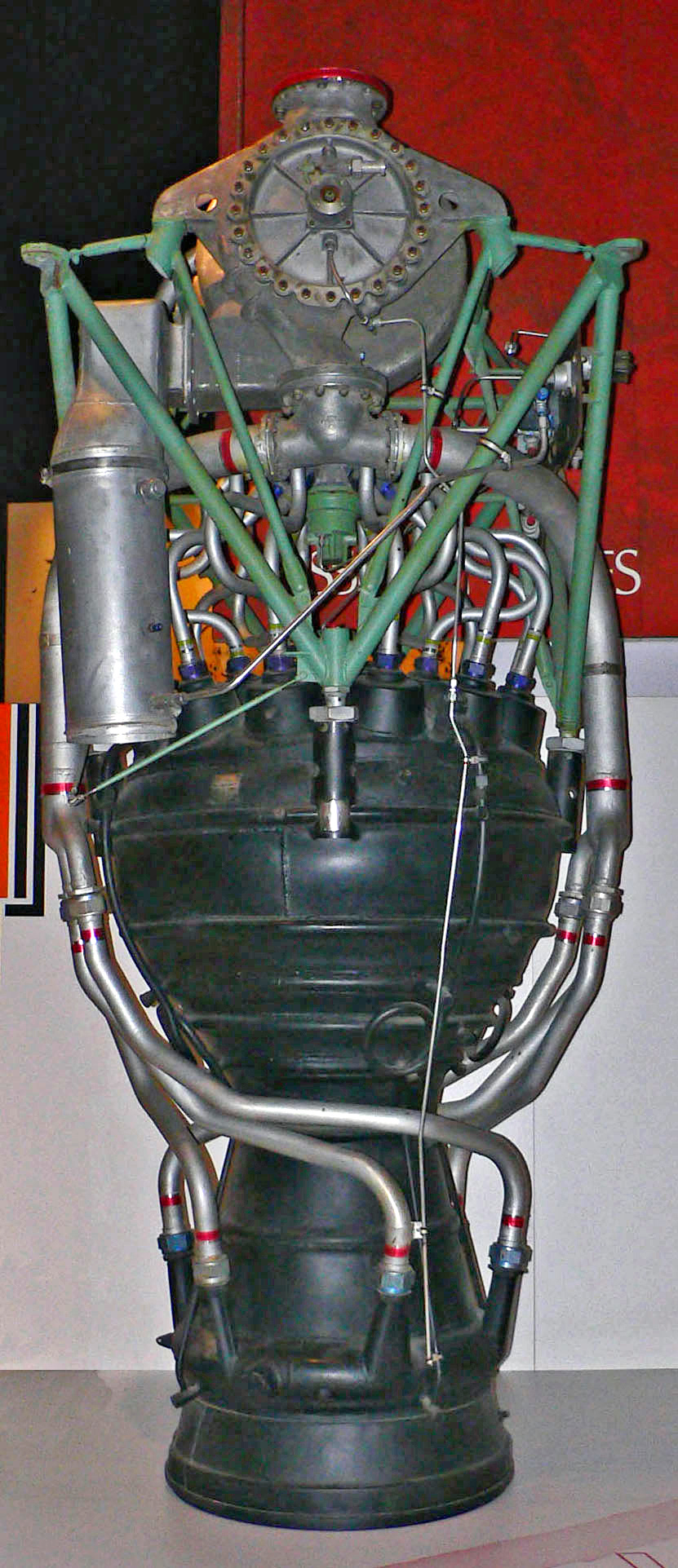
Le moteur-fusée de l'A4 avec sa turbopompe, son générateur de gaz et sa structure de poussée.

Le système propulsif est une technologie clé de la fusée A3. Son développement est placé sous la direction de Walter Thiel. Le moteur-fusée de l'A3 est initialement une version agrandie de celui de l'A2, mais avec des différences importantes au niveau du système d'injection. Le moteur de l'A2 comportait deux injecteurs (un pour l'alcool, l'autre pour l'oxygène liquide) dont les jets se croisaient au milieu de la chambre de combustion. Le système adopté pour l'A3 est plus complexe : l'injecteur d'oxygène a la forme d'un champignon perforé suspendu au sommet de la chambre de combustion. Les jets d'oxygène croisent ceux d'alcool émis depuis plusieurs injecteurs individuels. Grâce à cette configuration, la vitesse d'éjection des gaz brûlés passe ainsi de 1 600 à plus de 1 700 mètres par seconde ; mais ce gain accroit les problèmes soulevés par la température de la chambre de combustion. Le développement du système de guidage est confié à la société Kreiselgeräte, un fournisseur de la Marine de guerre spécialisé dans les systèmes de conduite de tir de gros navires. L'appareil comprend deux gyroscopes qui détectent le changement de direction de la fusée dans deux directions et trois gyromètres mesurant les changements de vitesse de rotation dans les trois dimensions. Des capteurs interprètent ces mouvements et envoient des commandes aux déflecteurs de jet situés en sortie de tuyère et aux gouvernes de l'empennage pour corriger les écarts par rapport à la trajectoire pré-programmée.
Fin 1937, un an après la date prévue par von Braun, la fabrication des quatre premiers exemplaires de l'A3 est achevée. Mais les essais en vol effectués en décembre se passent mal : le système de guidage de la fusée ne parvient pas à faire face aux vents violents qui soufflent à cette période de l'année et le contrôle de la fusée est perdu à chaque essai. Les essais en soufflerie, réalisés par Rudolf Hermann mais dont les résultats sont connus trop tard, mettent en cause l'aérodynamique de la fusée qui la rend trop stable et donc non manœuvrable, et un problème d'efficacité des gouvernes et des déflecteurs de jet incapables de contrer le mouvement de roulis. Par ailleurs, une faille fondamentale est découverte dans le système de guidage : la plateforme gyroscopique ne fonctionne plus lorsque le roulis fait tourner la fusée autour de son axe de plus de 30°, Pour régler le problème, Hermann  rejoint l'équipe de Peenemünde et recrute les meilleurs aérodynamiciens disponibles. La construction d'une soufflerie à circuit ouvert est lancée, permettant de tester le comportement de la fusée à Mach 4,4, ce qui constitue une première mondiale. La veine principale doit avoir 40 cm de diamètre. Sa construction dans la partie est du site de Peenemünde est ralentie par les problèmes techniques rencontrés et elle n'entrera en fonction qu'en mai 1939 ; la vitesse visée ne sera atteinte que vers 1942/1943. Les responsables du projet décident de développer une version à échelle réduite de la future A4 tirant les leçons de l'étude aérodynamique qui va être réalisée. Hermann Kurzweg, aérodynamicien adjoint de Hermann, donne une forme allongée à l'empennage pour permettre au missile de franchir le mur du son. Le résultat, issu d'études empiriques faute de disposer d'une soufflerie opérationnelle, donne son apparence caractéristique à l'A5 (et par la suite l'A4). L'A5 reprend la plupart des organes internes de l'A3 mais sa forme diffère et le système de guidage autonome est remplacé par un système de guidage depuis le sol par radio. Dornberger décide que l'A5 doit permettre la mise au point de toutes les techniques qui seront nécessaires à l'A4 telles que le franchissement du mur du son, le guidage à l'aide des déflecteurs situés à l'extrémité du moteur-fusée et la mise au point des gyroscopes utilisés. La mise au point de ces derniers risquant de reporter les lancements, on sélectionne à la place un modèle plus lourd développé par Siemens. Des lancements de versions à échelle réduite de l'A5 sont effectués pour tester différentes formes d'empennage avant le premier vol qui a lieu en octobre 1938. Les trois vols effectués se déroulent parfaitement en particulier le système de guidage place la fusée sur la trajectoire visée. La fusée ne dépasse pas la vitesse du son mais au cours de tests effectués par la suite, elle culmine à une altitude d'environ 16 km et franchit une distance de 18 km.
Dornberger est désormais optimiste car tous les obstacles techniques semblent levés, et il envisage le début du déploiement opérationnel d'une arme basée sur l'A4 vers 1943. L'entrée en guerre de l'Allemagne en 1939 draine les ressources financières et humaines. Dornberger obtient l'accord de son supérieur hiérarchique Walther von Brauchitsch pour la réalisation d'une usine d'assemblage des futurs missiles sur le site de Peenemünde et une priorité sur la main d’œuvre qualifiée mais Hitler, qui a visité Peenemünde sans paraître enthousiasmé par le projet de missile, annule ces instructions. Himmler, le responsable des troupes de choc du régime nazi, les SS, et proche d'Hitler, s'intéresse par contre au projet et propose à von Braun le grade de lieutenant dans la SS. Von Braun, sur le conseil de Dornberger et motivé par la nécessité d'obtenir les financements nécessaires, accepte ce grade.
| Caractéristique        | A-1    | A-2       | A-3       | A-5       | A-4       |
| ---------------------- | ------ | --------- | --------- | --------- | --------- |
| Développement          | 1933   | 1933-1934 | 1935-1937 | 1938-1939 | 1939-1942 |
| Hauteur                | 1,4 m  | 1,4 m     | 6,74 m    | 5,87 m    | 14 m      |
| Diamètre               | 30 cm  | 30 cm     | 68 cm     | 80 cm     | 1,65 m    |
| Masse                  | 150 kg | 200 kg    | 740 kg    | 900 kg    | 12 428 kg |
| Poussée                | 3 kN   | 3,4 kN    | 14,25 kN  | 14,25 kN  | 270 kN    |
| Durée de la combustion | 16 s   | 16 s      | 45 s      | 45 s      | 65 s      |
| Altitude max           | nd     | 2,4 km    | 8 km      | 16 km     | 90 km     |
| Charge utile           |        | 40 kg     |           |           | 975 kg    |
| Portée                 |        |           |           | 18 km     | 320 km    |

### Développement de l'A4

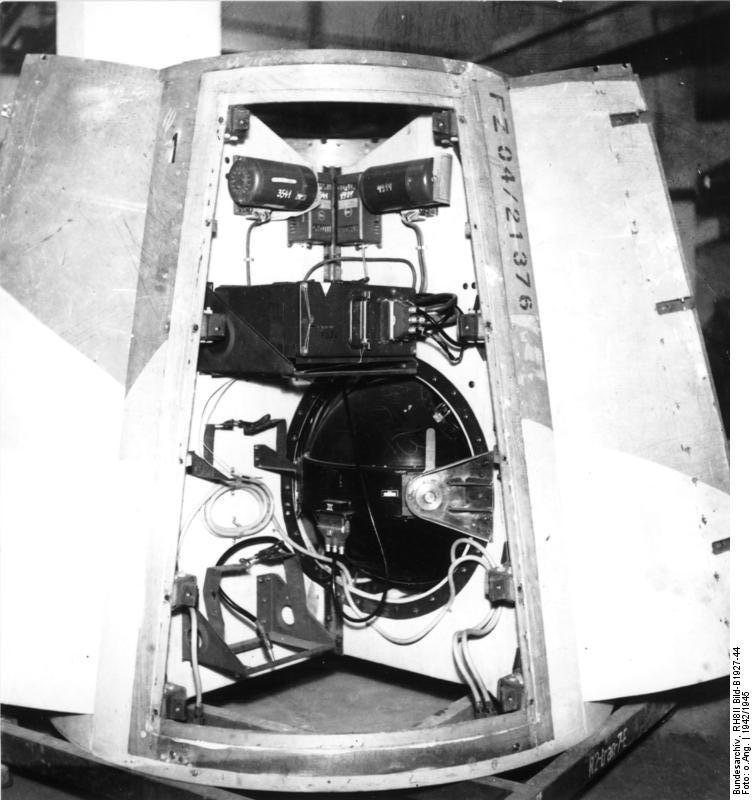
Une des cases d'équipement de l'A4 contenant le système de guidage.

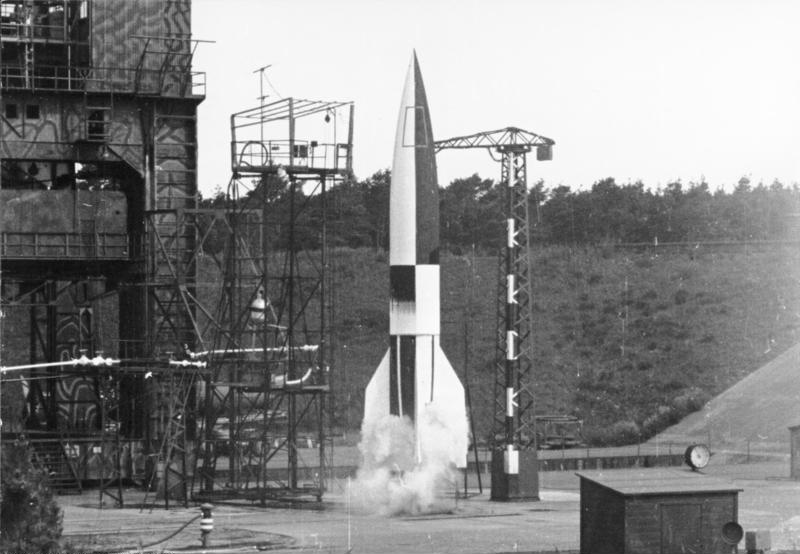
Décollage d'un A4 depuis un pas de tir à Peenemünde pour un vol d'essai.

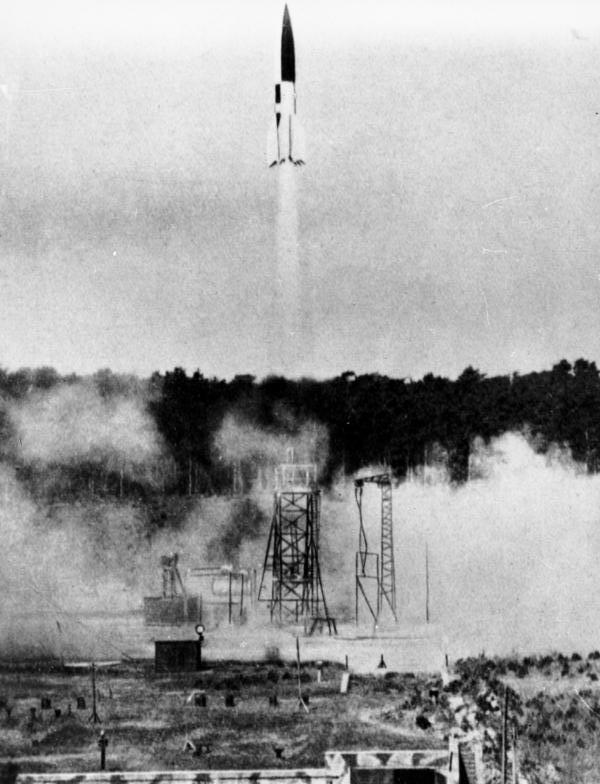
V2, quatre secondes après le décollage depuis le banc d'essai VII, été 1943.

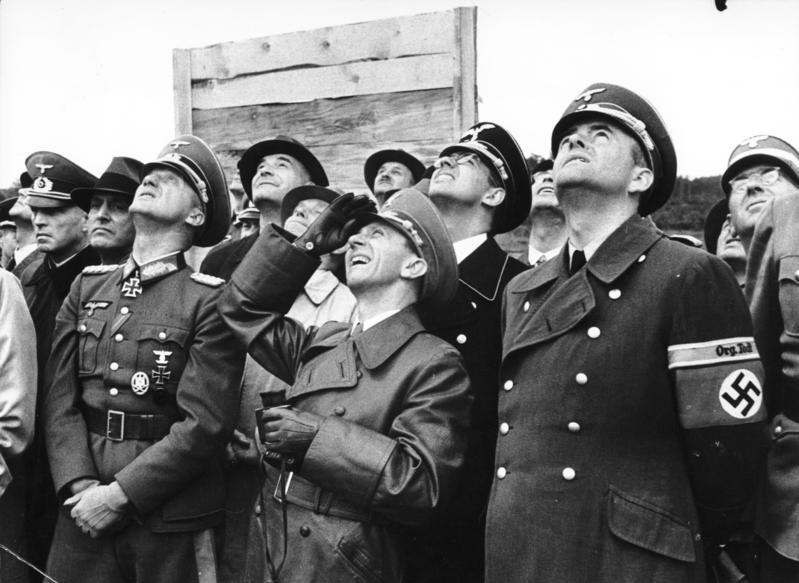
Joseph Goebbels (au milieu) et Albert Speer (à droite) assistent à un lancement de V2 depuis Peenemünde les 16 et 17 août 1943 guerre mondiale.

#### Un moteur-fusée de25 tonnesde poussée
La montée en puissance nécessaire pour passer de la poussée de 1,5 tonne de la fusée A3/A5 aux 25 tonnes de poussée du moteur de l'A4 nécessite de revoir complètement la conception du moteur-fusée. Thiel, un docteur en chimie particulièrement doué et imaginatif, effectue quatre percées décisives :
- il donne aux trous des buses de l'injecteur une forme imprimant un mouvement giratoire aux gouttelettes d'oxygène liquide, homogénéisant ainsi le mélange et faisant passer la vitesse d'éjection des gaz brûlés de 1 700 à 1 900 m/s ;
- il place les injecteurs dans une pré-chambre au sommet de la chambre de combustion améliorant encore le processus de mélange ;
- il raccourcit la chambre de combustion tout en augmentant son diamètre : la diminution du volume permet une augmentation du rendement et une réduction du poids ;
- il optimise la forme de la tuyère. L'angle avec la verticale avait jusque-là été fixé à 10-12°. Les expériences menées par Thiel lui permettent de démontrer qu'un angle de 30°, en réduisant les forces de friction entre les gaz brûlés et la paroi de la tuyère, permet d'atteindre la vitesse d'éjection de 2 000 m/s visée pour l'A4. La longueur de la tuyère est raccourcie par rapport aux plans originaux.

Après avoir essayé plusieurs configurations aboutissant à des perçages par brûlure ou des problèmes de refroidissement, Thiel choisit une configuration comportant 18 injecteurs en forme de champignon. Pour refroidir les parois de la chambre de combustion portées à une température de 2 400 °C l'équipe de Thiel invente le refroidissement par film fluide qui consiste à faire circuler le long de la paroi interne de la chambre de combustion un fluide plus froid que les gaz de combustion ce qui empêche ainsi la structure d'atteindre son point de fusion. Quatre rangées de trous situées à différentes hauteurs de la chambre de combustion injectent un film d'alcool qui permet de dissiper 90 % de la chaleur totale. De l'alcool circulant dans une double paroi au sommet de la chambre de combustion absorbe le reste de chaleur par refroidissement régénératif. Des déflecteurs de jet situés à la sortie de la tuyère sont chargés de corriger la trajectoire durant la phase propulsée mais ils sont soumis à des températures très élevées. Les alliages de tungstène et de molybdène testés initialement ne donnent pas satisfaction et sont remplacés par du carbone. L'alimentation du moteur en ergols est réalisée par une turbopompe afin d'atteindre la pression nécessaire dans la chambre de combustion. Les premières études s'inspirent des pompes à incendie développées par la société Klein, Schanzlin et Becker. Cependant, l'adaptation de ces modèles aux températures extrêmes générées par l'oxygène liquide, et la contrainte de masse imposent des solutions touchant aux limites des connaissances techniques de l'époque. Pour l'entraînement de la turbopompe von Braun choisit un générateur de gaz (vapeur d'eau) utilisant du peroxyde d'hydrogène développé par Hellmuth Walter pour la deuxième version expérimentale d'un Heinkel He 112 auquel a été ajouté un moteur fusée, le He 112R. La mise au point de l'ensemble du système propulsif ne s'achève qu'en 1941.

#### Aérodynamique
Les vols de l'A5 et d'autres tests effectués par la suite avec des modèles à échelle réduite de cette fusée ont prouvé que les formes définies par Kurzweg étaient optimales aux basses vitesses. Mais aucun essai n'a été effectué aux vitesses supersoniques que doit atteindre l'A4. Les connaissances théoriques concernant le passage du mur du son sont à l'époque embryonnaires. Des essais effectués sur des modèles largués en haute altitude semblent démontrer que la fusée ne sera que légèrement instable aux vitesses transsoniques. Des essais en tunnel permettent d'affiner les prédictions d'échauffement de la surface du missile aux vitesses supersoniques et de préciser en conséquence sa forme et la nature des alliages utilisés. C'est à cette époque qu'un ingénieur suggère d'utiliser l'énergie acquise par la fusée A4 pour doubler sa portée en lui greffant deux ailes. Cette idée sera développée tardivement à la fin de la guerre avec le modèle A4b.

#### Système de guidage
Alors que les recherches sur la motorisation et l'aérodynamique de l'A4 débutent dès 1936-1937, la mise au point du système de guidage n'est pas entreprise avant fin 1937, lorsque les échecs de l'A3 démontrent les insuffisances du constructeur Kreiselgeräte. Von Braun décide à la fois de faire appel à d'autres entreprises disposant de compétences dans le domaine du pilotage automatique et des gyroscopes, et en parallèle de créer un laboratoire de recherche sur le guidage à Peenemünde. Plusieurs constructeurs sont sollicités pour mettre au point un système concurrent de celui de Kreiselgeräte, dont Siemens.

### Mise au point de l'A4
Le développement de l'A4 qui avait débuté vers mai 1937 ne débouche sur un premier essai de la propulsion sur banc d'essais que le 21 mars 1940. La première fusée complète est amenée sur le banc d'essais no V pour un test statique en octobre 1940 mais la mise à feu est repoussée durant tout le premier semestre 1941 car de nombreux problèmes apparaissent : soudures de mauvaise qualité, problèmes de gestion des vannes et des commandes pilotant le moteur-fusée, mise au point de la tuyauterie du système d'injection et de l'ensemble turbopompe/générateur de gaz. Les tests statiques ne s'achèvent que durant l'été 1941 et le moteur-fusée est mis à feu sur son banc d'essais pour la première fois en septembre 1941. Néanmoins les problèmes sont loin d'être réglés. Une fusée A4 explose sur le pas de tir no VII le 21 octobre en endommageant gravement celui-ci et un moteur-fusée explose sur le banc d'essais moteur no I le 5 novembre. Domberger reproche violemment aux ingénieurs responsables du centre (wehrner von braun, Thiel et Riedel) de laisser des ingénieurs inexpérimentés prendre en charge à leur place ces tests, et de se disperser en consacrant notamment trop de temps à la préparation de la mise en production. Le premier vol a finalement lieu le 13 juin 1942. De nombreux responsables de l'armée y assistent. La fusée décolle puis disparaît derrière le plafond nuageux très bas. La fusée franchit le mur du son mais la propulsion s'interrompt à la suite de l'épuisement de la batterie électrique découlant du mouvement de roulis très rapide initié dès le lancement. Finalement l'A4 s'écrase dans la mer à environ 600 mètres du rivage. Le second vol a lieu le 16 août 1942. La fusée décolle cette fois sans mouvement de roulis et dépasse Mach 2 mais la propulsion s'arrête 45 secondes après le décollage au lieu des 60 secondes prévues et elle s'écrase à seulement 8,7 kilomètres du site de lancement. Après plusieurs modifications (notamment le renforcement du nez de la fusée) un troisième tir a lieu le 3 octobre 1942 et est un succès total. La fusée s'élève jusqu'à une altitude de 80 kilomètres et s'écrase dans la mer à 190 km de son point de départ.

## Déploiement opérationnel: l'échec des blockhaus

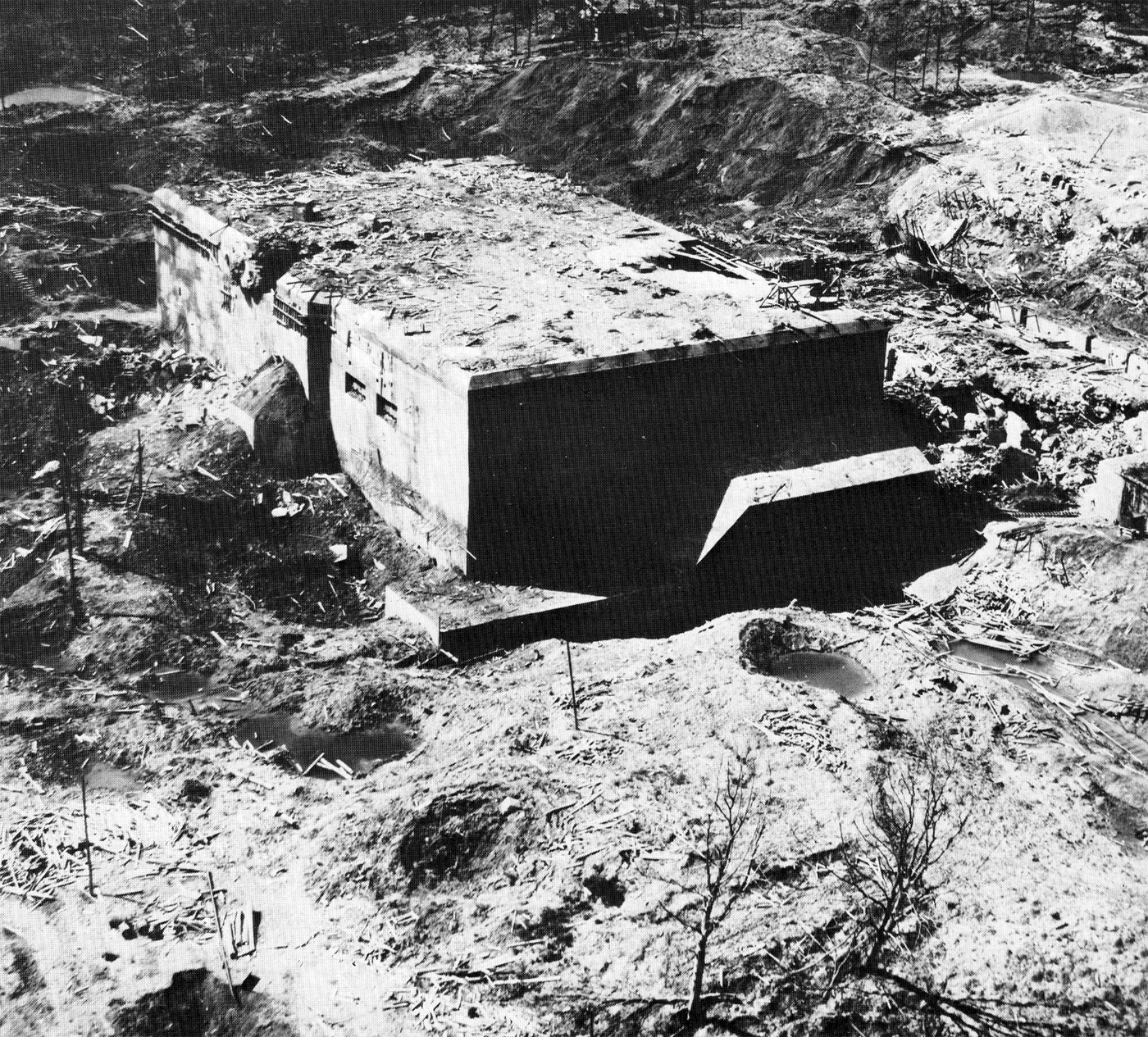
Le blockhaus d'Éperlecques en 1945 a été abandonné après des bombardements massifs.

En décembre 1942, Albert Speer parvient à convaincre Hitler, réticent, de lancer la production en masse des A4 pour les utiliser en tant qu'armes. Compte tenu de la menace aérienne des Alliés il était proposé de lancer les V2 vers le sud du Royaume-Uni, depuis des blockhaus installés le long de la côte française. Les techniciens de Peenemünde avaient établi des plans de ces énormes installations qui devaient permettre d'abriter sous plusieurs mètres de béton le carburant et le comburant, des locaux techniques permettant de produire l'oxygène liquide et d'effectuer des tests, des entrepôts pour les missiles, un système de transport permettant de véhiculer les fusées, et des baraquements permettant d'héberger 250 à 300 spécialistes, le tout protégé par des batteries anti-aériennes. Domberger avait une tout autre idée : pour lui seules des équipes mobiles, constituées de soldats ayant reçu un entraînement spécialisé, pouvaient échapper aux chasseurs alliés. Les responsables allemands décident finalement de créer une batterie sous blockhaus et deux batteries mobiles.
Les travaux sur la batterie sous blockhaus sont confiés à l'organisation Todt et débutent en mars 1943 à Eperlecques près de Calais. Le site a été choisi parce qu'il est à portée des régions visées par les missiles, proche d'une voie ferrée et relativement abrité des attaques aériennes à la fois par le relief et la végétation. Le blockhaus d'Éperlecques, ouvrage gigantesque, emploie rapidement plusieurs milliers de personnes, majoritairement des Français mobilisés par le STO car il est prévu de couler 120 000 m3 de béton. Dès mai des photos prises par des avions de reconnaissance aérienne alertent les alliés. Bien qu'ils ne connaissent pas l'objectif de l'installation, ils décident le lancement d'un bombardement massif. Le 27 août, 366 bombes d'une tonne sont largués sur le chantier en infligeant des dommages qui conduisent à l'abandon du site par les Allemands. À la suite du bombardement d'Éperlecques, les dirigeants allemands décident de réaliser la batterie blindée dans une ancienne carrière de craie située non loin dans la commune d'Helfaut, près de Saint-Omer. L'installation comprend un immense dôme de béton (la coupole d'Helfaut) de 71 mètres de diamètre et de 5 mètres d'épaisseur sous laquelle doit être creusé un réseau de galeries et de salles. Le site en construction est à son tour régulièrement bombardé à partir de mars 1944, mais sans résultats significatifs. Cependant, le 17 juillet 1944, un raid utilisant des bombes géantes de type Tallboy bouleverse suffisamment le sol pour déstabiliser les fondations de la coupole par ailleurs intacte. Les Allemands décident d'abandonner définitivement l'idée de construire des sites de lancement abrités dans des blockhaus, et de confier le lancement à des bataillons de lancement mobiles.

## Mise en œuvre

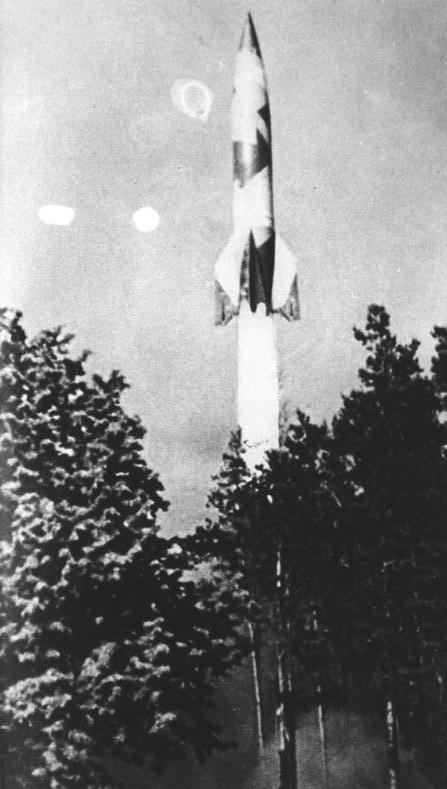
Décollage d'un V2 depuis un pas de tir camouflé dans une forêt près de La Haye, aux Pays-Bas.

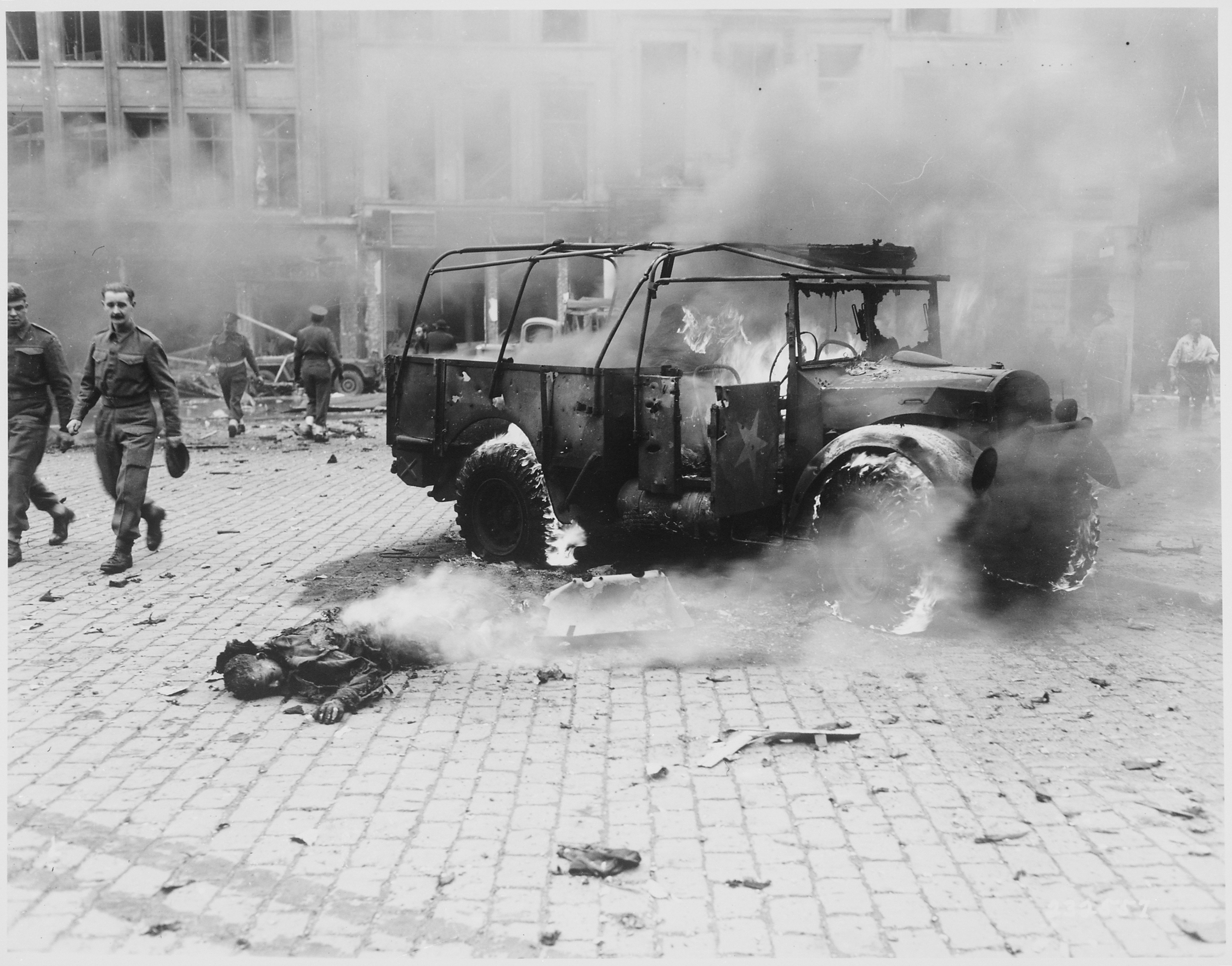
Victime d'un missile V2 à Anvers (Belgique) (27 novembre 1944).

À la suite de l'abandon des blockhaus blindés, des unités spécialisées sont formées pour mettre en œuvre les missiles. L'organisation retenue vise à simplifier au maximum les opérations de lancement pour réduire le temps de préparation et permettre l'utilisation de sites non préparés. Les missiles V2 sont livrés par chemin de fer puis sont stockés dans des ateliers situés à quelques kilomètres des sites de lancement. Des équipes de techniciens affectés à l'atelier vérifient le fonctionnement des missiles avant de les livrer à des équipes de lancement qui, après avoir choisi un site de tir, procèdent au chargement des ergols avant d'effectuer le lancement. Le général SS Hans Kammler, qui dirige la production des V2, crée au cours de l'été 1944 deux unités destinées au lancement des V2 comptant chacune plus de 5 000 hommes et environ 1 600 véhicules spécialisés : huit bataillons comprenant chacun 3 unités de lancement. Le groupement nord, installé près de Nimègue, aux Pays-Bas, comprend les bataillons 1./485, 2./485, 3./485. Le groupement sud, installé au début de la campagne de tir autour de Euskirchen, en Allemagne, comprend les bataillons 1./836, 2./836, 3./836, 1./444, 2./444 et 3./444.
Un premier tir avait été prévu le 6 septembre 1944, depuis le plateau des Tailles au lieu-dit Petites-Tailles dans l'Est de la Belgique, non loin de Saint-Vith, mais des ennuis techniques et l'avance des Alliés qui avaient franchi la Meuse contraignirent les Allemands à se rapprocher de leur frontière. Le premier V2 fut donc tiré le 8 septembre 1944 depuis Gouvy, en Belgique, en direction de Paris. En 5 minutes, il atteignit Maisons-Alfort, en banlieue parisienne, tombant sur des immeubles situés 25, rue des Ormes et 35, rue des Sapins. Le premier missile opérationnel de l'histoire fit six morts dont un bébé et 36 blessés dont 17 grièvement. « Paris venait d'avoir le redoutable privilège d'être la première cible d'un engin balistique militaire ». Plus tard le même jour, alors que la veille Duncan Sandys, président du « comité de lutte contre la bombe volante » britannique avait déclaré lors d'une conférence de presse que « exception faite de quelques derniers coups possibles, la bataille de Londres est terminée », le premier V2 tiré sur Londres tombait à Chiswick. Il faudra deux mois et deux cents explosions sur son sol avant que le gouvernement britannique ne communique sur l'attaque des V2 en cours. Le secret était d'autant plus facile à garder que contrairement aux V1 qui avaient un ronronnement caractéristique évoquant le moteur d'une motocyclette, les missiles arrivaient à une vitesse de Mach 3,5, supérieure à celle du son, c'est-à-dire dans un silence total. Les explosions pouvaient être imputées à toutes sortes de causes. Lors de la chute du premier V2 sur Londres, personne ne comprit sur le moment qu'il s'agissait d'une bombe. On crut à l'explosion d'un immeuble due au gaz, jusqu'à la découverte des débris de la tuyère.
En tout, 4 000 engins furent construits pour être lancés vers le Royaume-Uni et Londres, dans des conditions très dures pour les prisonniers affectés à ces travaux forcés (usine souterraine de Dora). Les V2 tuèrent deux fois plus de déportés en Allemagne que de civils au Royaume-Uni.
Mis très tard en service, les V2 furent lancés depuis des sites que l'avance des troupes alliées imposa de déplacer plusieurs fois : aux Pays-Bas à partir de la région de Middelburg et surtout La Haye (permettant d'atteindre Londres) puis Rijs (région du Norfolk), Hellendoorn et Dalfsen (vers la Belgique et le pont de Remagen) ; en Belgique et en Rhénanie, des lancements eurent lieu depuis Saint-Vith et Mertzig vers Paris, puis des alentours de Coblence (Euskirchen et Hachenburg) vers le nord de la France et la Belgique. Les dernières batteries furent installées dans la région de Münster, visant Anvers et Liège.
Malgré les dégâts infligés aux infrastructures de fabrication et de lancement, 1 560 V2 furent lancés entre le 8 septembre et la fin de 1944, principalement vers Anvers (920) (où 567 personnes furent tuées le 16 décembre 1944 par un V2 tombé sur le cinéma Rex) et Londres (450) et, mais aussi vers Norwich (40), Liège (25), Paris (22) ainsi que vers Lille, Tourcoing, Arras, Maastricht, Hasselt, etc.
Les tirs de 1 500 autres V2 se poursuivirent jusqu'au 27 mars 1945, principalement depuis La Haye, et toujours vers Londres — cible civile principale des Allemands — et Anvers, ainsi que vers quelques cibles militaires. Les dernières fusées furent tirées vers le Kent.
Au total la région de Londres reçut 1 350 V2 et celle d'Anvers plus de 1 600, les victimes étant surtout civiles.
| Royaume-Uni                                 | Belgique                                                              | France                                                     | Pays-Bas        | Allemagne    |
| ------------------------------------------- | --------------------------------------------------------------------- | ---------------------------------------------------------- | --------------- | ------------ |
| Londres : 1 358 Norwich/Ipswich : 44        | Anvers : 1 610 Liège : 27 Hasselt : 13 Tournai : 9 Mons : 3 Diest : 2 | Lille : 25 Paris : 22 Tourcoing : 19 Arras : 6 Cambrai : 4 | Maastricht : 19 | Remagen : 11 |
| 1 115 atteignent le sol, dont 518 à Londres |                                                                       |                                                            |                 |              |

## Production

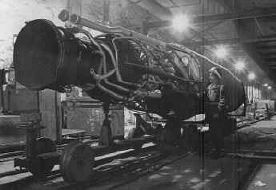
Chaîne de montage du V2 dans le complexe Mittelwerk de Nordhausen.
Photo réalisée par l'armée américaine après la prise du complexe fin avril 1945.

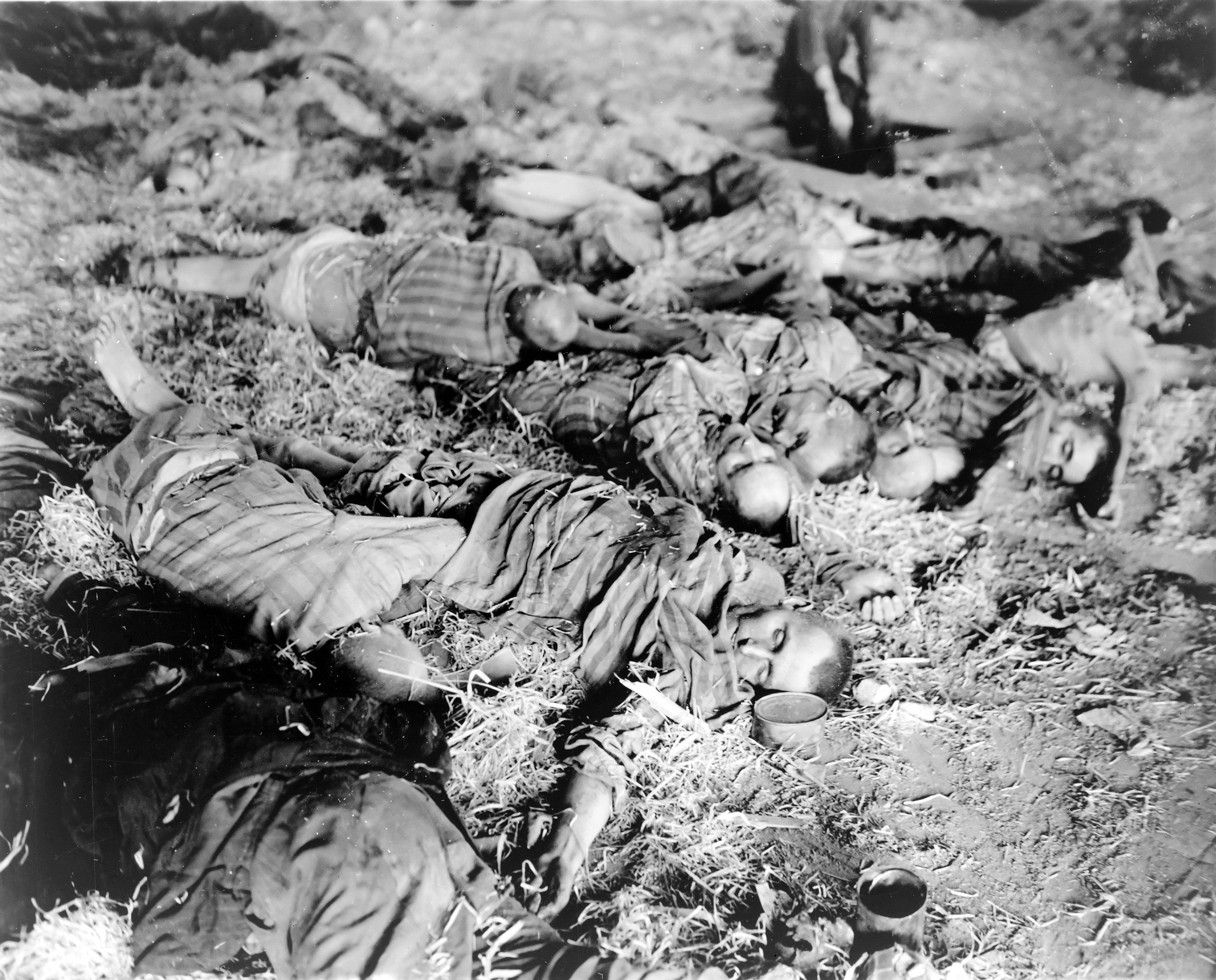
Les américains découvrent en avril 1945 dans les baraques du camp de concentration de Dora plus de 2000 cadavres.

Début décembre 1942 Albert Speer, ministre de l'armement allemand, crée un comité chargé de gérer la production des A-4 et dirigé par Gerhard Degenkolb (de) un nazi fanatique directeur de la société Demag qui avait fait ses preuves en organisant avec efficacité la production allemande de locomotives de guerre. Degenkolb tente d'enlever à l'Armée qu'il juge inefficace la responsabilité de fabriquer les V2 mais Domberger résiste avec succès. Dans un premier temps la construction en série des V2 est donc réalisée à Pennemünde. Pour faire face à la pénurie de main d’œuvre, Arthur Rudolph responsable de la production des V2 décide de faire appel aux prisonniers des camps de concentration dont les effectifs viennent compléter ceux des travailleurs libres. En juin 1943 il demande à l'organisation SS qui gère les camps de concentration 1 400 détenus en envisageant de porter ce nombre à terme à 2 500. Une ligne d'assemblage est inaugurée le 16 juin 1943 à l'étage inférieur du bâtiment F1. Le ratio des prisonniers est fixé à 10/15 détenus pour chaque travailleur allemand. Un petit camp de concentration est créé près du bâtiment F1. Dans la nuit du 17 au 18 août 1943 le bombardement massif du site de Peenemünde oblige les allemands à étudier le transfert du site de production dans un lieu souterrain qui serait à l'abri des attaques des alliés.
Le site retenu est un ensemble de tunnels creusés dans les années 1930 pour extraire du gypse et situés sous la montagne de Kohnstein près de la ville de Nordhausen. La gestion du site de production, baptisé Mittelwerk (en français : « usine du centre »), est confiée à une société privée à qui 12 000 V2 sont commandés. Les SS imposent leur direction et nomment à sa tête le général SS Hans Kammler déjà responsable de la construction des camps d'extermination et des chambres à gaz de Auschwitz-Birkenau, Majdanek et Belzec. Mittelwerk est installé dans deux tunnels parallèles sinusoïdaux reliés entre eux par 46 tunnels transverses. Chaque tunnel est suffisamment large pour recevoir une double voie ferrée. La main d'œuvre est hébergée dans un camp de concentration rattaché à celui de Buchenwald qui est créé sur le site et est baptisé Dora.
Les tunnels sont d'abord aménagés par des prisonniers qui travaillent, mangent et dorment dans des conditions sanitaires épouvantables. Plusieurs dizaines de petits camps de concentration et de sites de production sont créés par la suite dans la région pour alimenter la chaine d'assemblage installée dans les tunnels de Mittelwerk mais beaucoup n'entreront pas en production avant la fin de la guerre. Les effectifs du camp de Dora se montent à 7 000 prisonniers en octobre 1943 pour atteindre 12 000 en janvier 1944 et 19 000 en février 1945. La main d’œuvre est organisée en deux équipes (une de jour et une de nuit) travaillant chacune 12 heures. Environ 2 500 travailleurs libres et 5 000 prisonniers sont présents dans les tunnels en juin 1944 lorsque la production atteint son rythme de croisière. L'usine de Mittelwerk produira 4 575 V2 entre août 1944 et mars 1945.
Les prisonniers sont traités de manière inhumaine. Il y a toutefois de grandes différences de traitement entre les spécialistes, qui sont affectés à des postes nécessitant une bonne maitrise technique, et les personnes affectées aux transport des pièces, qui mal nourris et obligés d'exercer des travaux de force succombent rapidement à ce régime. Les tentatives de sabotage sont réprimées de manière sauvage par des pendaisons publiques. Sur un peu plus de 60 000 détenus employés à Mittelwerk et dans les établissements environnants on estime que 26 500 ont péri dont 15 500 dans les camps ou durant les transports et 11 000 durant l'évacuation organisée par les nazis pour fuir l'avance des troupes alliées. Le 11 avril 1945 les troupes de la troisième division blindée de l'Armée américaine, qui ont découvert les horreurs des camps de concentration installés autour de Mittelwerk, entrent dans les tunnels de Mittelwerk et découvrent les chaines d'assemblage intactes avec l'éclairage et le système de ventilation encore en marche.

## Caractéristiques techniques
Le missile V2 est un engin de 12,5 tonnes (4,5 tonnes à vide) propulsé par un moteur-fusée brûlant un mélange d'éthanol et d'oxygène liquide exerçant une poussée au décollage de 25 tonnes. Il décolle d'une rampe de lancement qui peut être mobile et est accéléré durant 65 secondes jusqu'à atteindre une vitesse de 1,341 km/s (4 827 km/h). Il dispose d'un système de guidage utilisant des gyroscopes qui adapte la trajectoire en utilisant des gouvernes placées sur son empennage et des déflecteurs de jet placés à la sortie de la tuyère. Sa trajectoire culmine à environ 90 km et il emporte une charge militaire constituée de 750 kilogrammes d'explosifs à une distance pouvant atteindre 320 km.

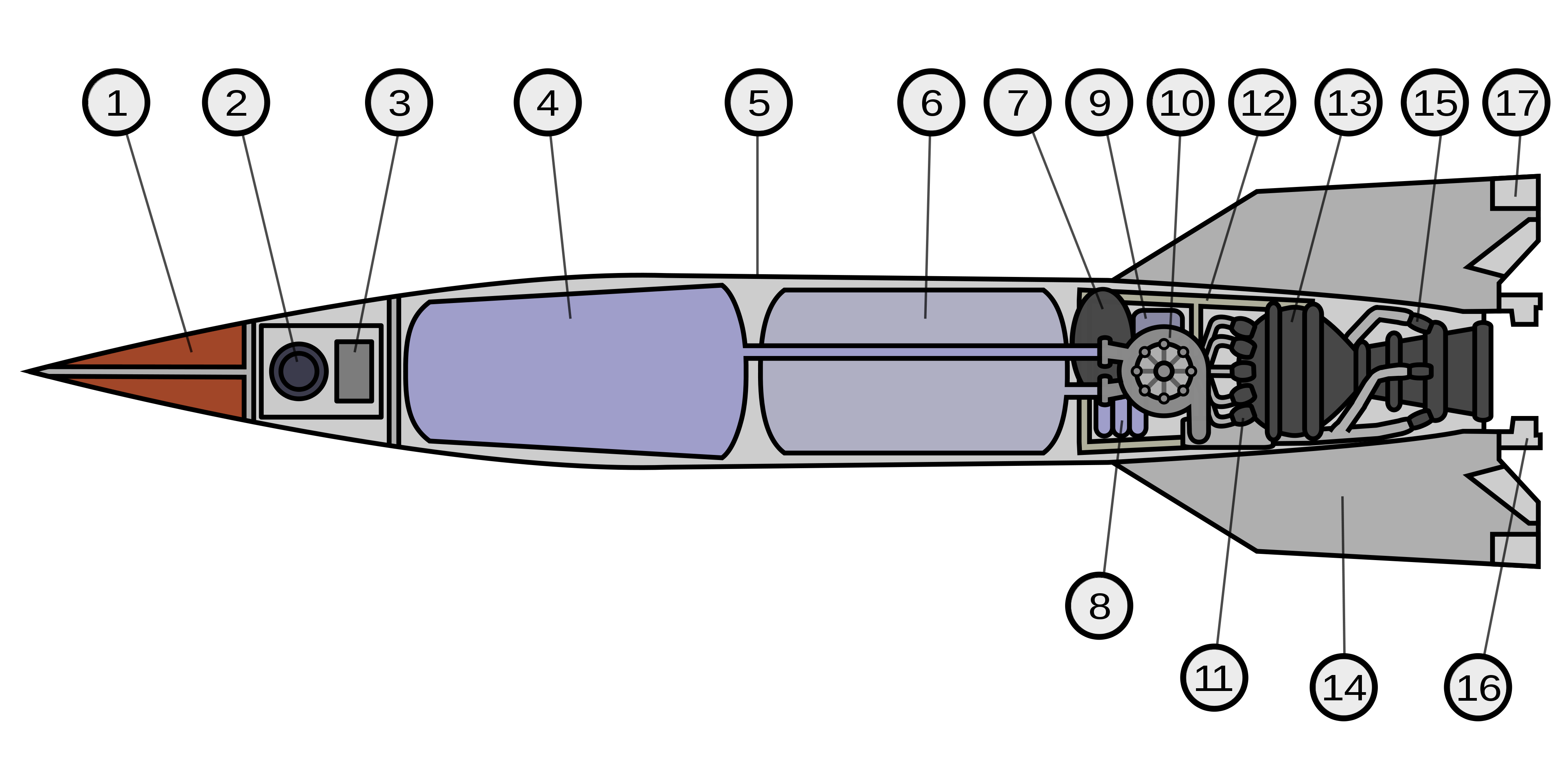
1 - Charge militaire 2 - Système gyroscopique 3 - Guidage et radio commande 4 - Réservoir d'éthanol 5 - Fuselage 6 - Réservoir d'oxygène liquide 7 - Réservoir de peroxyde d'hydrogène 8 - Bouteille d'azote pressurisé 9 - Chambre de réaction du peroxyde d'hydrogène 10 - Turbopompe 11 - Injecteurs éthanol/oxygène 12 - Châssis moteur 13 - Chambre de combustion 14 - Empennage (x4) 15 - Tuyère 16 - Déflecteurs de jet en graphite(x4) 17 - Gouvernes externes (x4).

### Propulsion
La fusée est propulsée durant plus de 60 secondes par un moteur-fusée brûlant un carburant composé de 75 % d'éthanol et de 25 % d'eau désigné sous l'appellation B-Stoff avec de l'oxygène stocké sous forme liquide à une température de −183 °C. Dans la chambre de combustion la pression est de 15 bars et les ergols doivent être injectés dans celle-ci avec une pression supérieure. Une turbopompe tournant à 3 800 tours par minute est chargée de porter la pression du carburant en provenance du réservoir à 23 bars et celle de l'oxygène à 17,5 bars. Sa turbine d'une puissance de 580 ch est actionnée par la vapeur d'eau produite par un générateur de gaz utilisant un mélange de permanganate de sodium et d'eau oxygénée. La chambre de combustion dont la température atteint 2 500 °C est refroidie de plusieurs manières pour que ses parois ne fondent pas.

Structure et propulsion
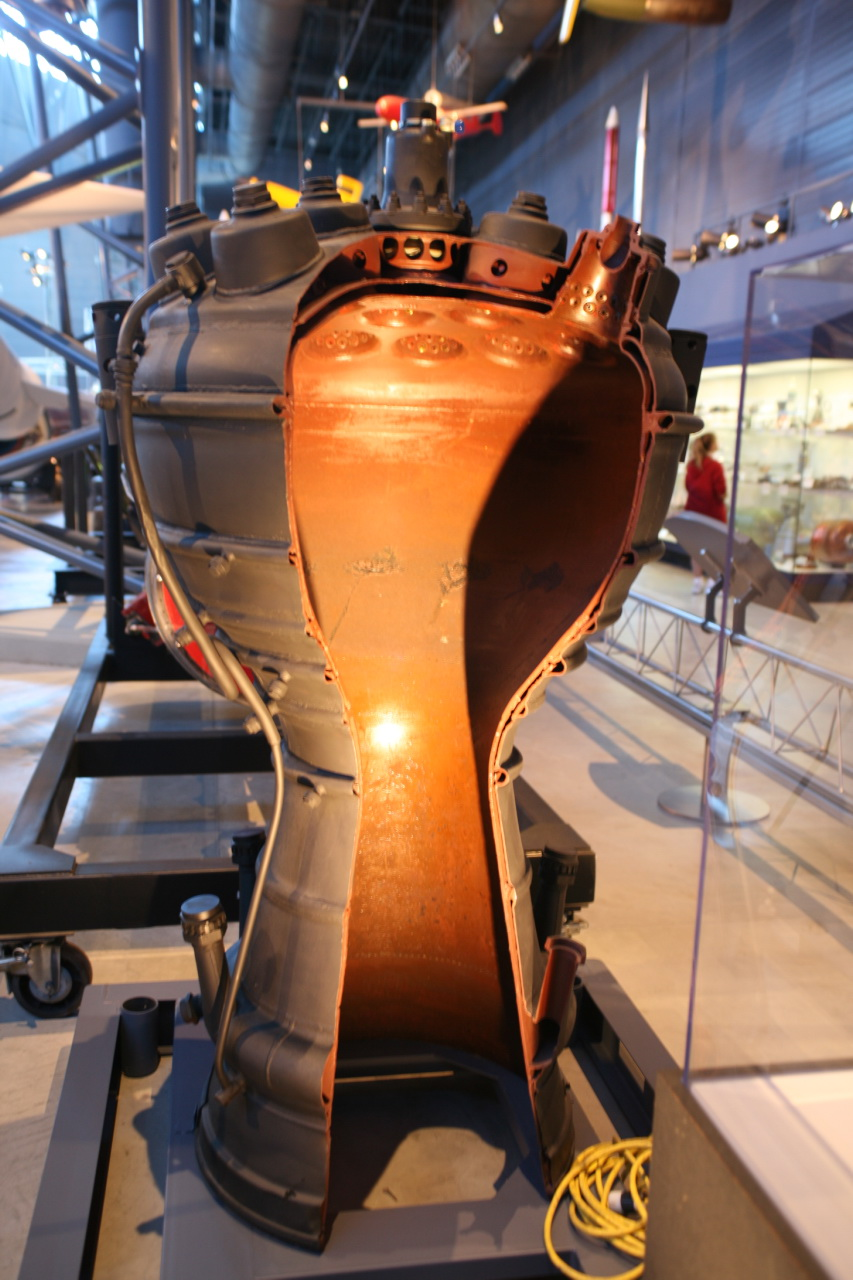
Moteur en coupe : chambre de combustion et tuyère.
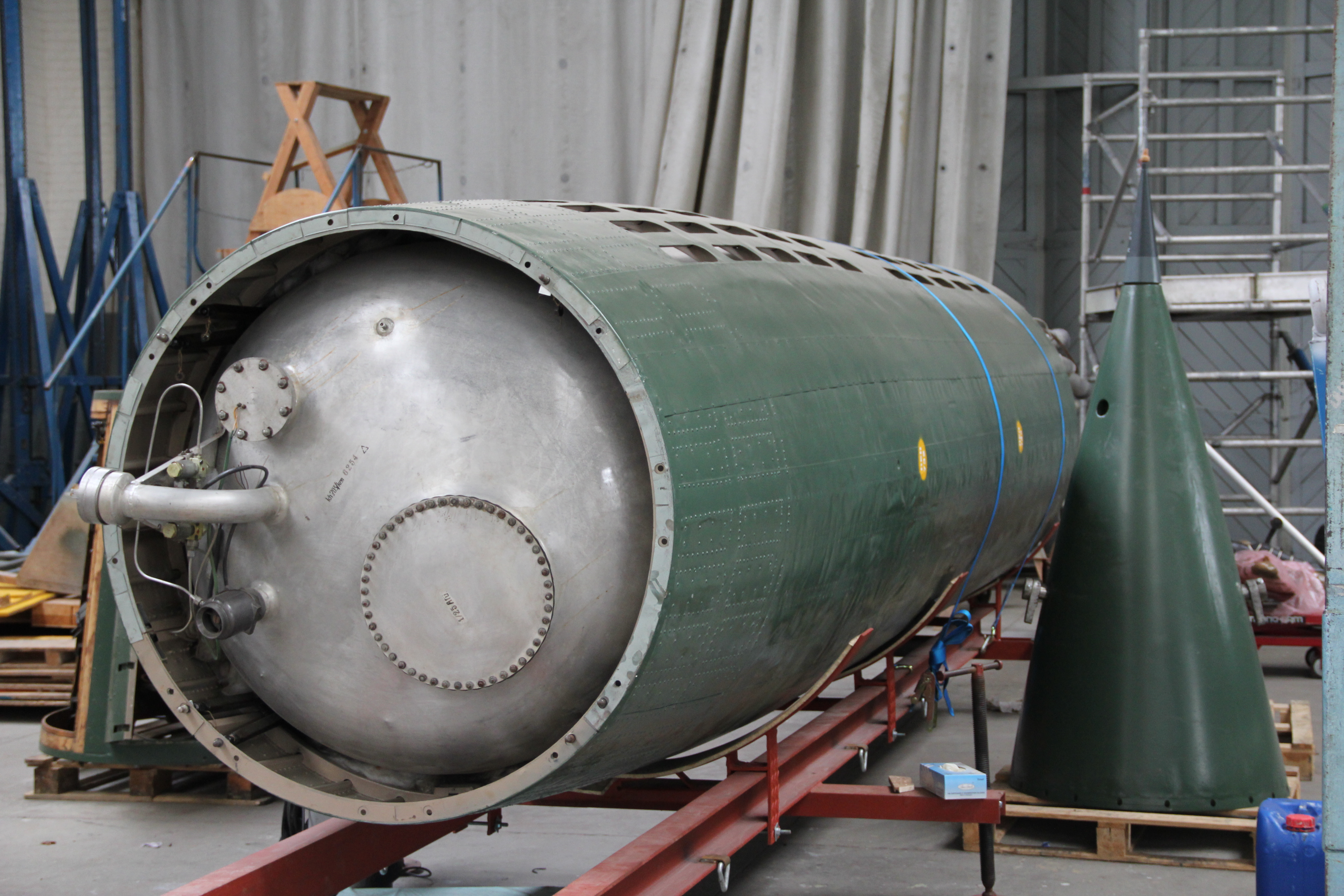
Les réservoirs.
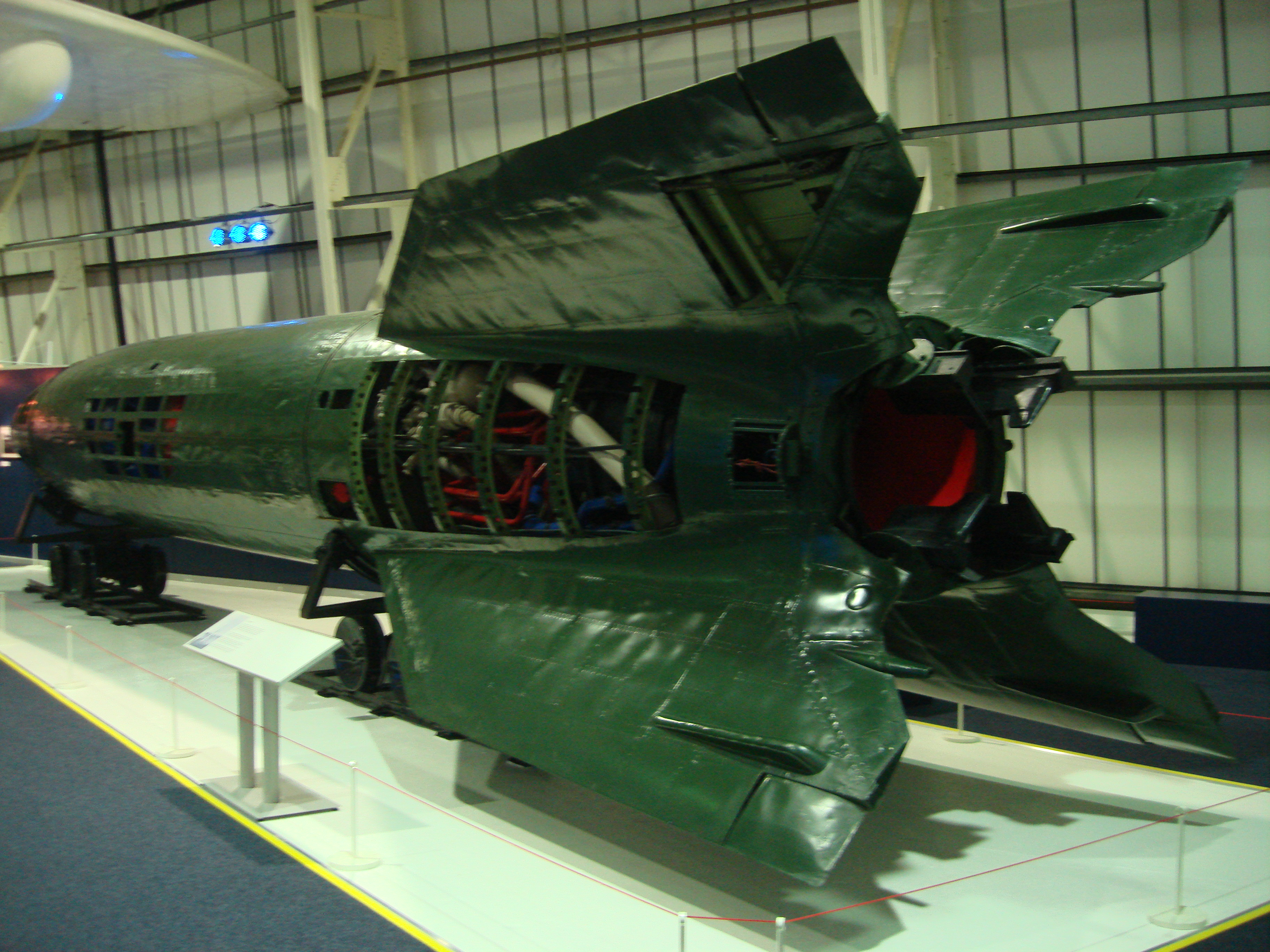
Empennage.
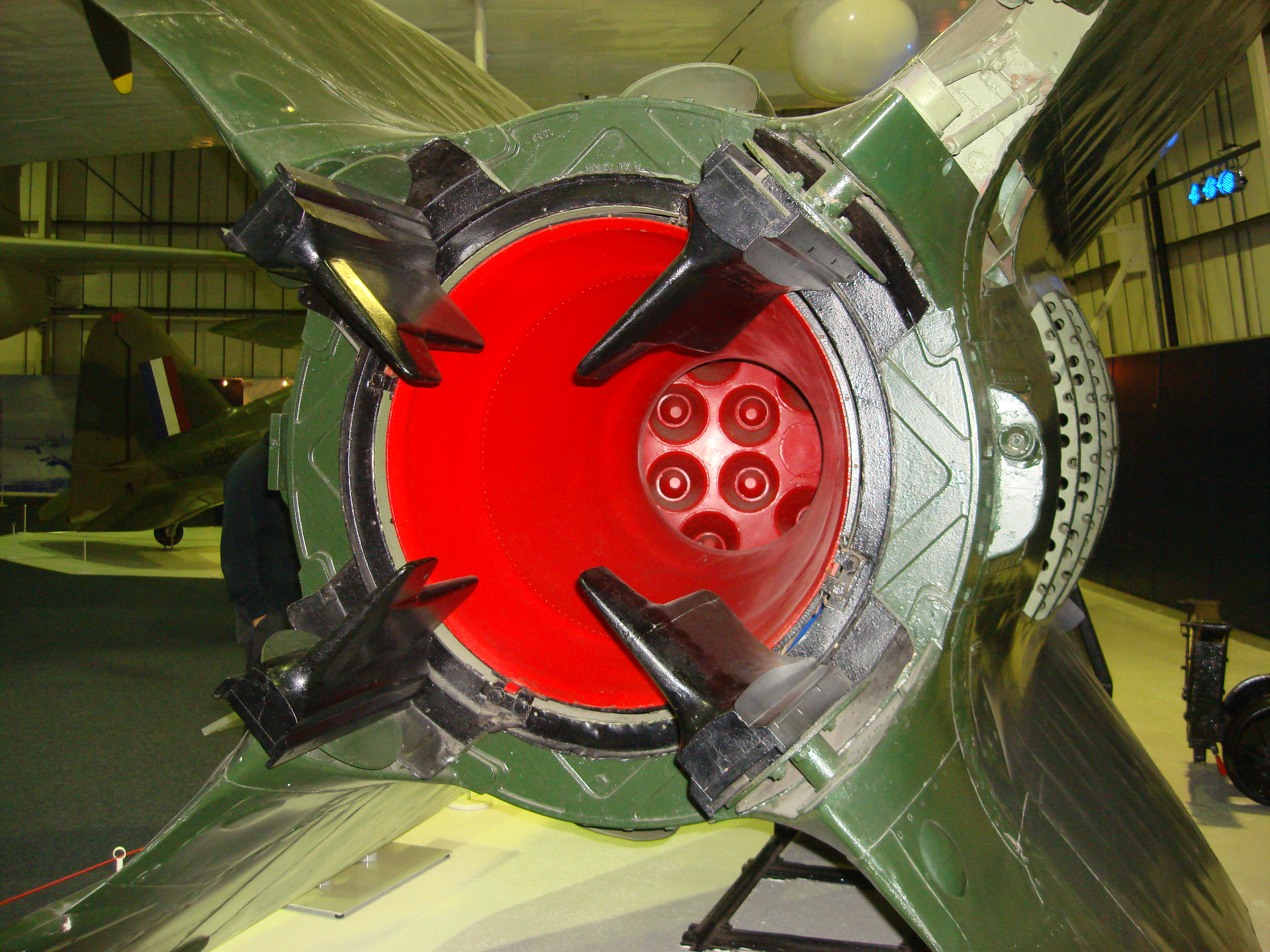
Gros plan sur les déviateurs de jet et la tuyère.

- Nombre de pièces : 22 000 pièces
- Poids au lancement : 12 508 kg
- Moteur-fusée à propergols liquides
  - alcool éthylique (éthanol) (3 810 kg)
  - oxygène liquide (4 910 kg)
- Autres fluides : eau oxygénée (130 kg) ; permanganate de sodium (16 kg) ; azote (15 kg)
- Poussée au décollage : 25 000 kg
- Temps de combustion : 65 s
- Vitesse maximale : 5 400 km/h
- Altitude maximale : 96 km
- Portée : 320 km
- Charge explosive : 738 kg avec le problème de l'échauffement lors du vol (jusqu'à 1 200 °C en surface)

Composants
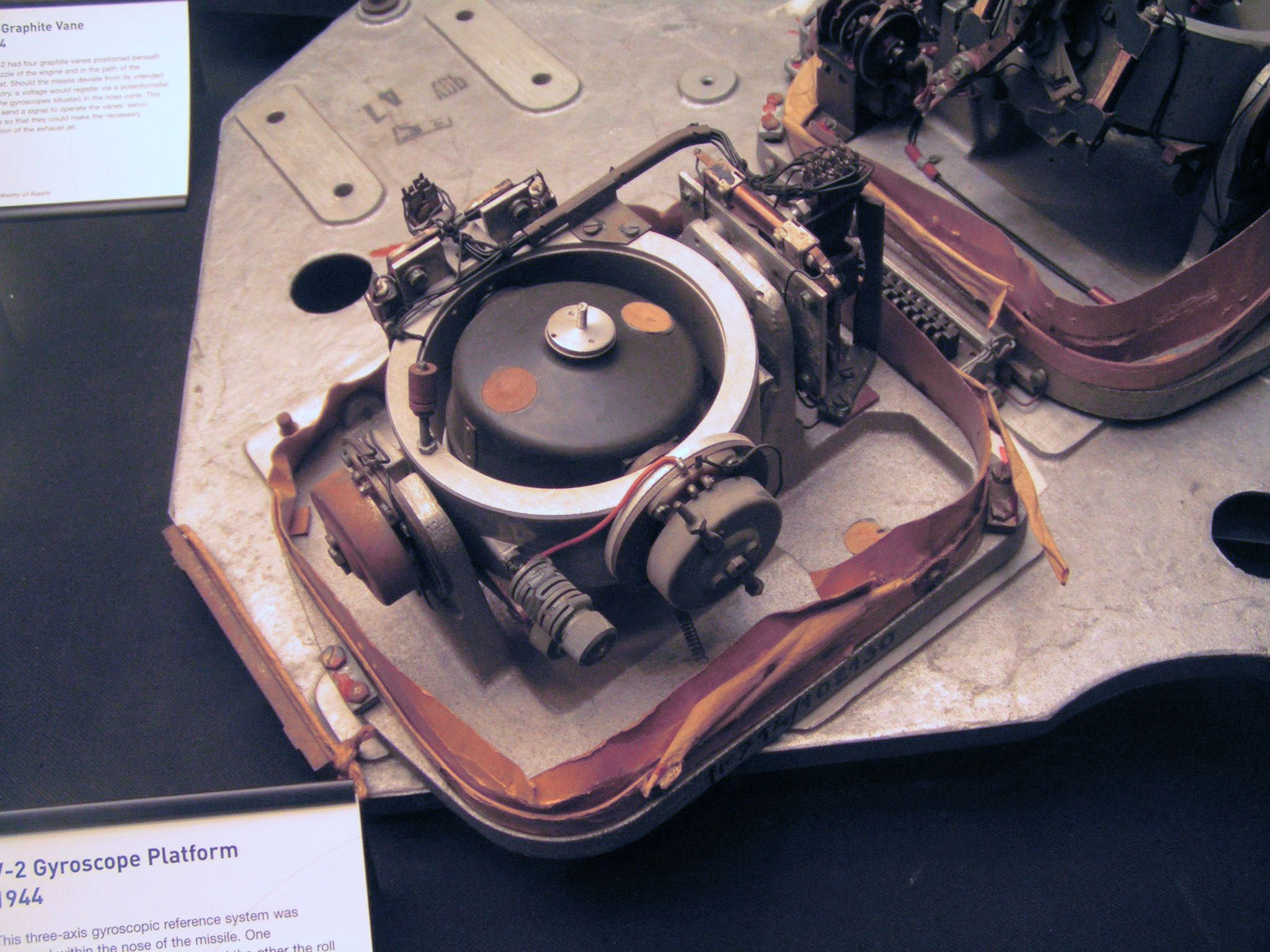
Gyroscope.
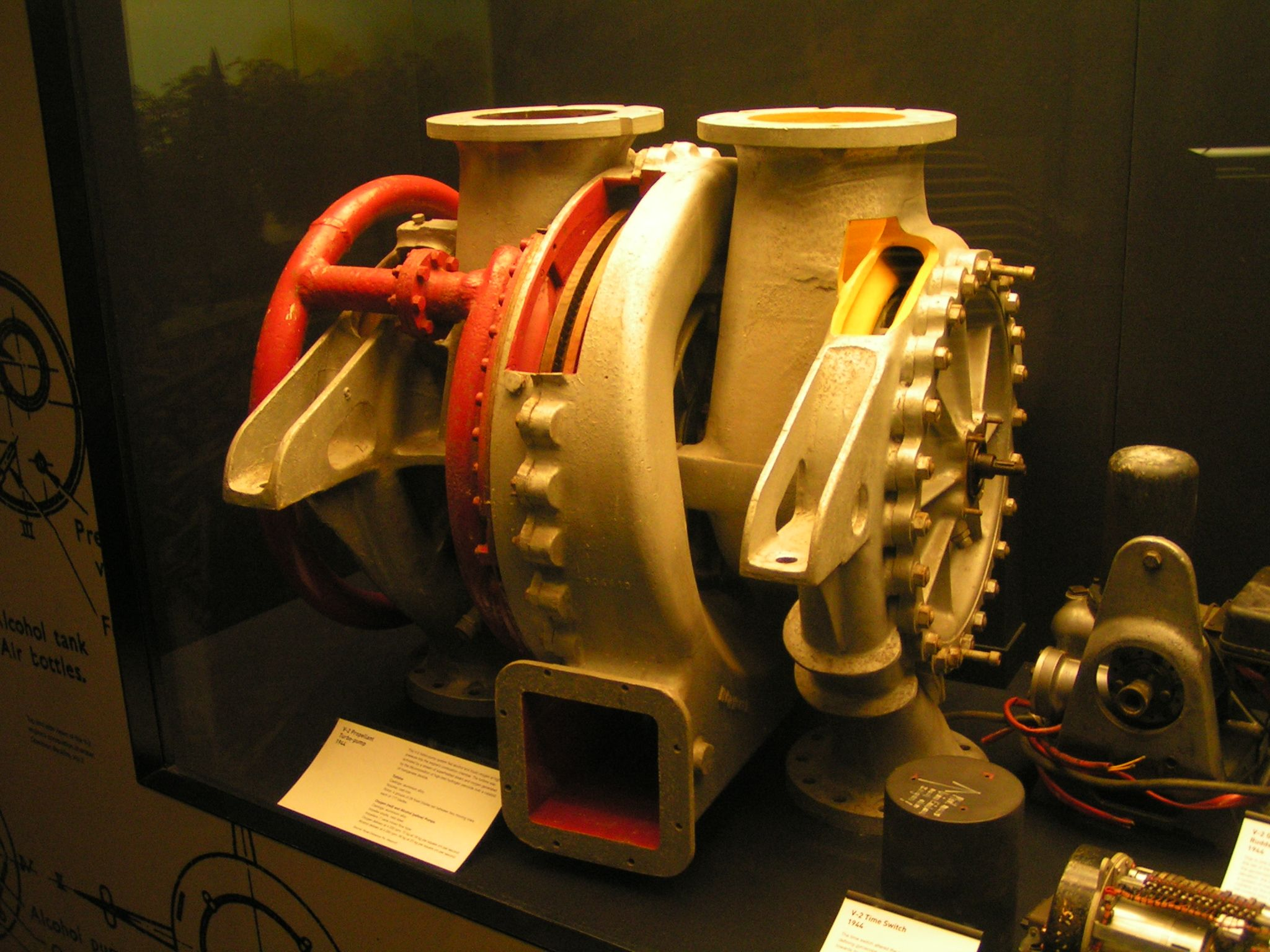
Turbopompe.
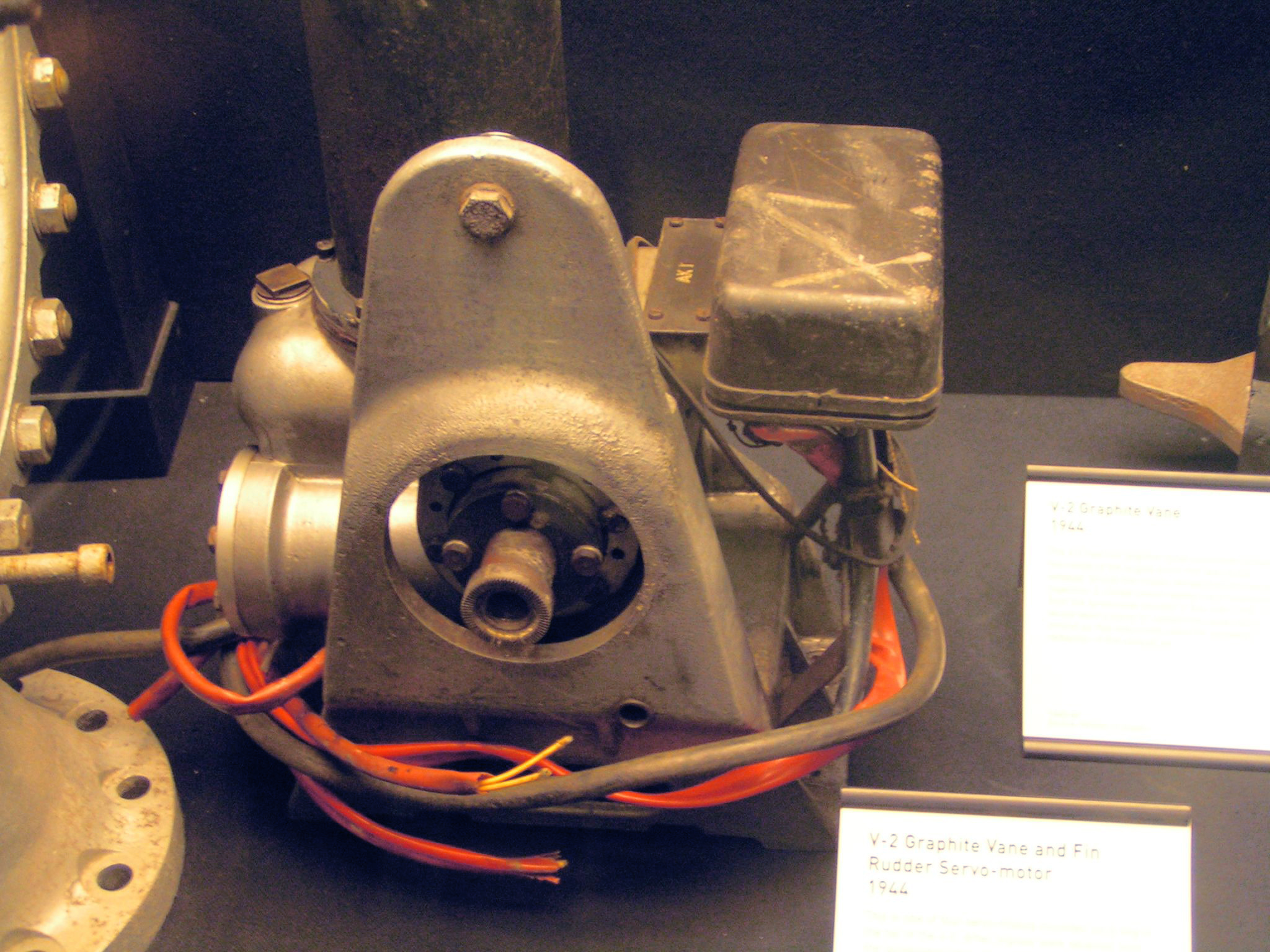
Servomoteur.
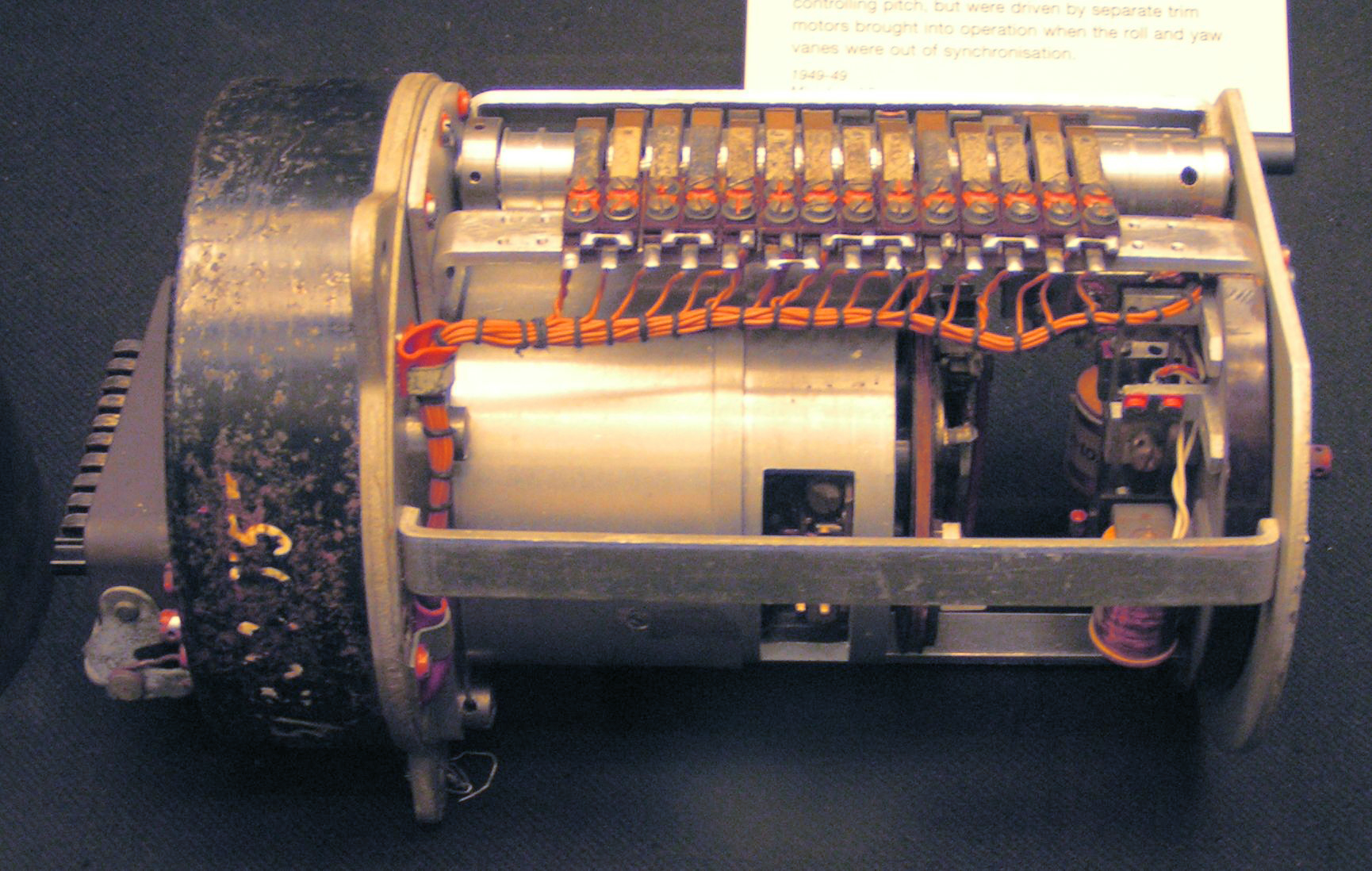
Circuit de temporisation.

## Déroulement du lancement et du vol

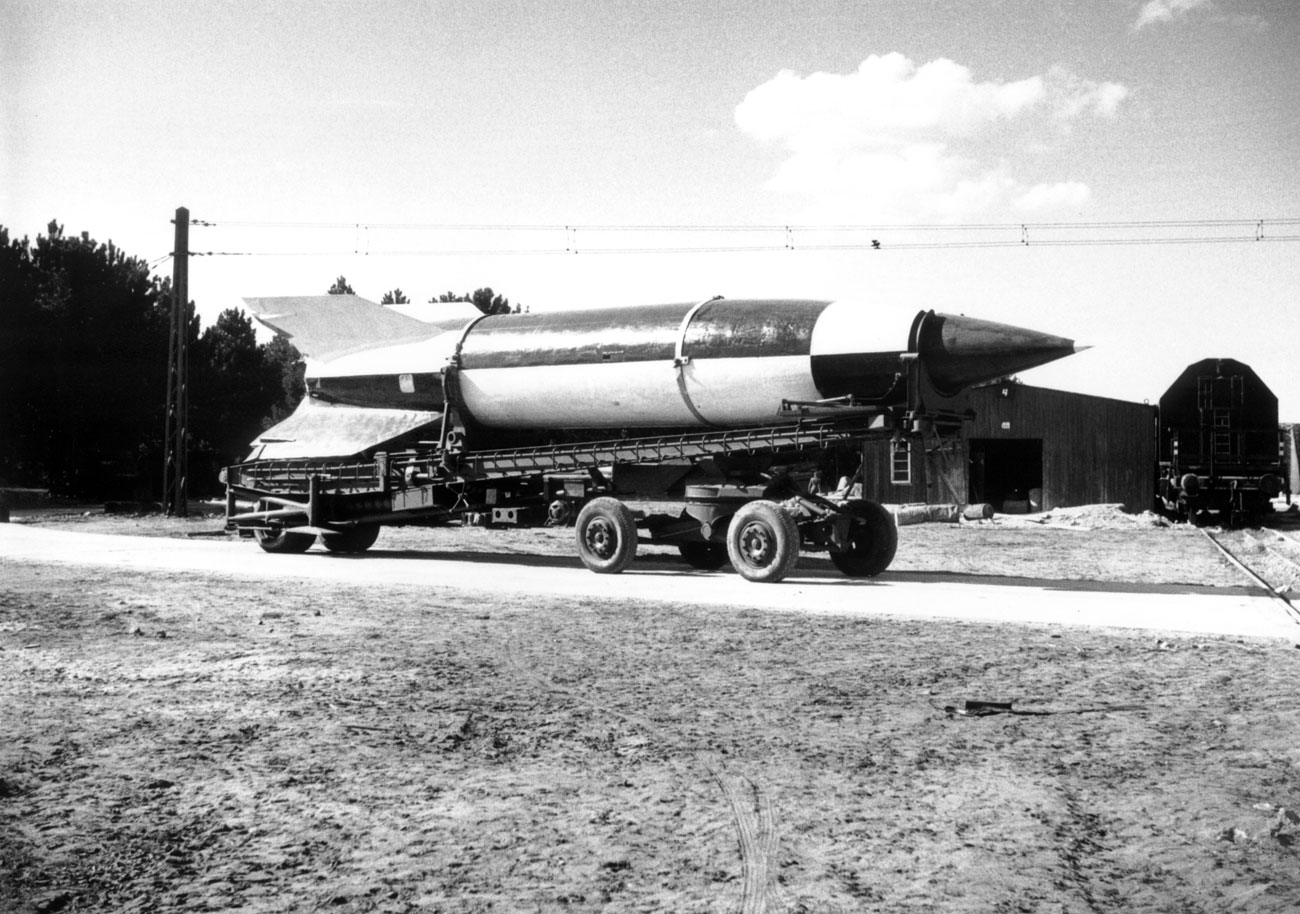
Le V2 est transporté et érigé sur le pas de tir à l'aide d'un véhicule spécialisé : le Meillerwagen.

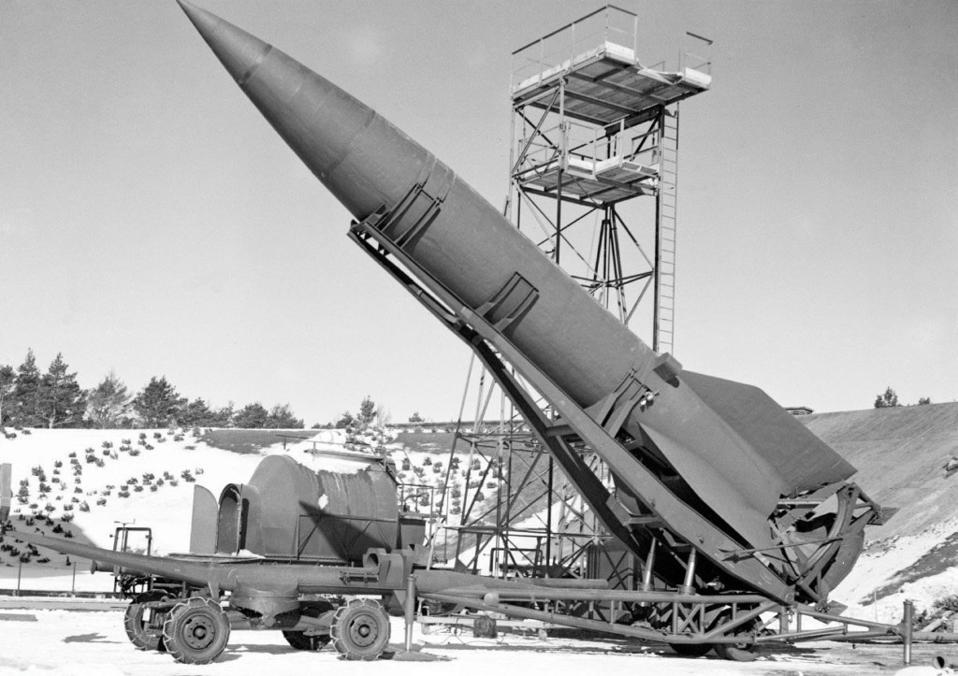
Le Meillerwagen comporte un dispositif permettant de placer le V2 à la verticale sur une embase de lancement.

Les unités de lancement disposent d'une trentaine de véhicules spécialisés pour permettre le lancement. Les missiles V2 fabriqués à Mittelwerk sont livrés par chemin de fer à la gare la plus proche, convoyés sur des remorques spécialisées, les Vidalwagen, puis sont stockés dans des ateliers situés à quelques kilomètres des sites de lancement. Chaque atelier peut stocker environ 30 missiles mais dans la mesure du possible le temps de stockage est limité à quelques jours car il avait été constaté au cours des tests que les composants fragiles de la fusée se dégradaient rapidement avec le temps. 
Dans ces ateliers des équipes de techniciens affectés à l'atelier vérifient le fonctionnement des missiles, fixent la charge militaire puis transportent chaque V2 à l'aide d'un Vidalwagen à proximité du site de tir dans un lieu improvisé, si possible à l'abri des avions de reconnaissance ennemis. Là, le missile est transféré sur le véhicule érecteur Meillerwagen de l'unité de tir à l'aide d'un portique démontable mis au point pour les manutentions des tourelles de char. Il est alors pris en charge par l'équipe de lancement qui après avoir choisi un site de tir l'installe sur une table de lancement circulaire avec quatre appuis sous les ailettes de la fusée (cf. angle inférieur droit de la photo ci-contre). Au centre de la table de lancement se trouve un cône de tôle d'acier épaisse pour dévier le jet de gaz brûlant. Cette caractéristique fera baptiser la table de lancement « giant lemon squeezer » (en français : « presse-citron géant ») par les analystes du renseignement britannique sous la direction du professeur R V Jones.
La table de lancement peut être posée sur n'importe quel sol plat et stable (portion de route, quai de gare sur une petite aire bétonnée), voire sur une simple plateforme faite de traverses de chemin de fer incrustées dans un sol bien compacté, ce qui permet le déploiement du missile à peu près n'importe où.
L'équipe de lancement procède au chargement des ergols avant d'effectuer le lancement. Cette dernière phase se déroule en un peu moins de 2 heures. L'oxygène liquide est apporté dans un camion citerne qui l'a chargé dans une station permanente. L'oxygène ne restant liquide qu'à une température de −183 °C, une grande partie de celui-ci s'évapore durant le transport. Le camion citerne en embarque donc 6 400 kg alors que le missile n'a besoin que de 4 900 kg. Pour le lancement, la montée en puissance du système propulsif se fait en deux temps. À l'allumage, la poussée initiale est de 3 tonnes, ce qui ne permet pas à la fusée de décoller mais donne le temps aux techniciens de contrôler visuellement la flamme produite, permettant ainsi de s'assurer que le moteur-fusée fonctionne correctement. Au bout de 3 secondes, la poussée passe à 25 tonnes et le V2 décolle.
Le moteur-fusée fonctionne durant 65 à 70 secondes. L'accélération augmente progressivement et atteint 8 g lorsque le moteur s'éteint à l'altitude de 35 km. À la fin du vol propulsé, le V2 poursuit une trajectoire purement balistique à la manière d'un obus. Sur son inertie, le missile poursuit une trajectoire ascendante qui culmine à 97 km avant de commencer à perdre de l'altitude. Il s'écrase au sol à une vitesse comprise entre 3 200 et 3 600 km/h. Volant à une vitesse plus élevée que celle du son, il frappe sans avoir été entendu au préalable. Lorsque le V2 est lancé vers un objectif situé à une distance proche de sa portée maximale, sa trajectoire est relativement imprécise. L'écart entre la cible et la zone effectivement touchée atteint entre 7 et 17 kilomètres, ce qui rend l'arme inutilisable à des fins militaires. Vers la fin de la guerre, les Allemands utilisent un système de guidage radio, le Leitstrahlstellung, qui permet d'améliorer cette précision mais dont l'usage sera limité à la batterie SS 500 stationnée près de Dalfsen/Hellendoorn aux Pays-Bas.

## Bilan

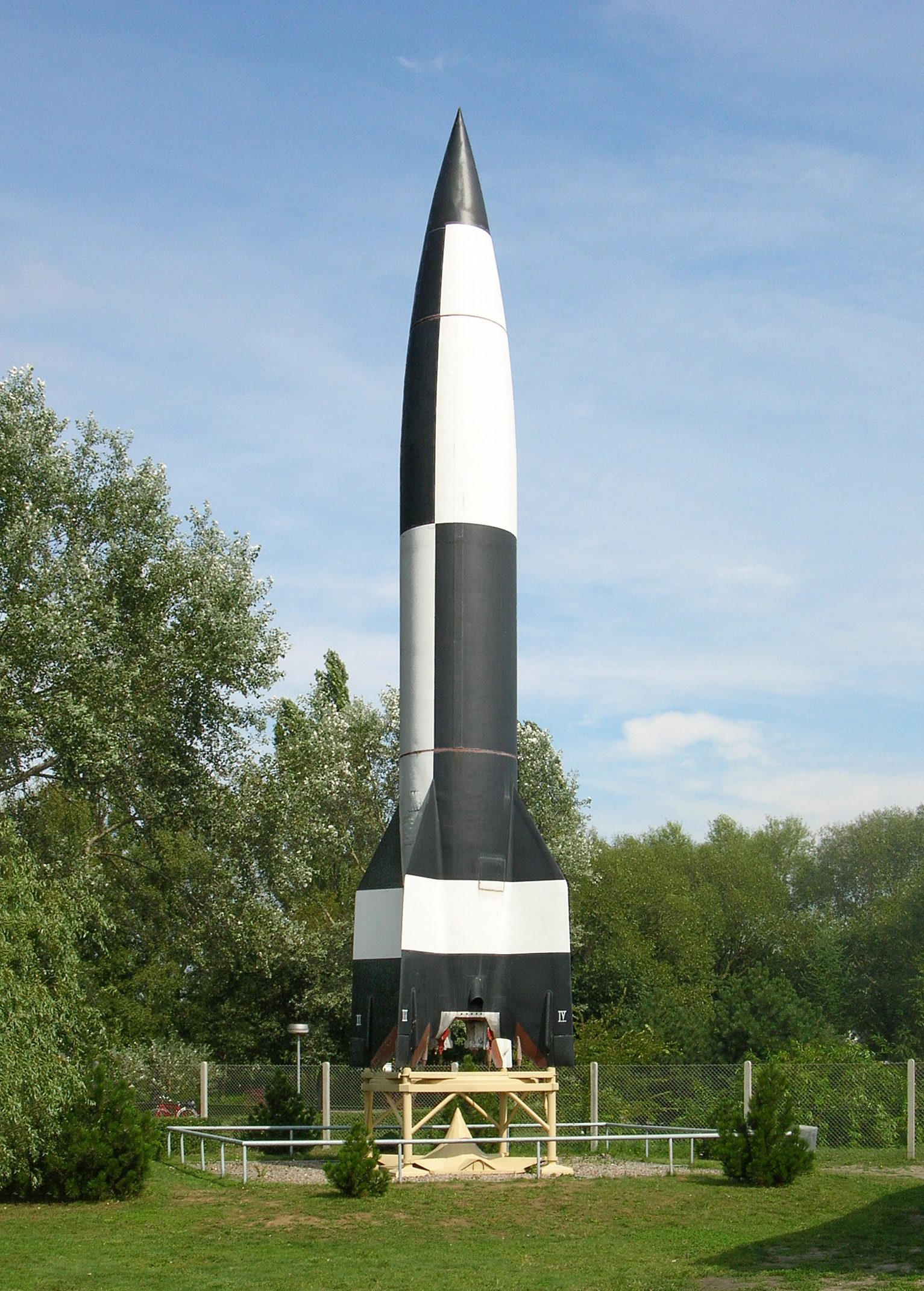
fusée v22004musée

En dépit de son caractère novateur en tant que missile sol-sol, l'impact du V2 fut principalement psychologique. Comparé à un bombardement classique ces premiers missiles balistiques, imprécis et fabriqués en nombre relativement limité et dotés d'une charge explosive réduite, ne jouèrent qu'un rôle marginal sur le plan stratégique ou tactique. Un bombardier lourd conventionnel unique coûtait beaucoup moins cher pour une capacité destructrice et une précision très supérieures, et était réutilisable. Mais le V2 allait ouvrir la voie aux armes modernes qui sont devenues dans le dernier tiers du XXe siècle le support principal de la dissuasion nucléaire et de la frappe dite « chirurgicale ». En effet, le V2 était une arme pratiquement imparable (contrairement au V1), mais qui demandait une fabrication longue et complexe pour une charge de moins d'une tonne d'explosif et une précision médiocre.

« Hitler entendait que l'on en construise 900 par mois. Il était absurde de vouloir répondre aux flottes de bombardiers ennemies, qui en 1944 larguèrent en moyenne sur l'Allemagne 3 000 tonnes de bombes par jour pendant plusieurs mois à l'aide de 4 100 quadrimoteurs, par des représailles qui auraient propulsé tous les jours 24 tonnes d'explosifs au Royaume-Uni : la charge de bombes larguées par six forteresses volantes seulement »

— Albert Speer, ministre allemand de l'Armement et de la Production de guerre de 1942 à 1945
Aucune cible militaire ou industrielle notable n'a été frappée par le V2. Son rôle a surtout été de propagande, pour entretenir les illusions du Führer et de l'opinion allemande, persuadés que les armes secrètes allaient retourner le sort de la guerre. Échec tactique, c'est pourtant une brillante réussite technique : le V2 est directement à l'origine des missiles intercontinentaux, mais aussi du vol spatial et de la conquête de l'espace.

## Postérité des V2

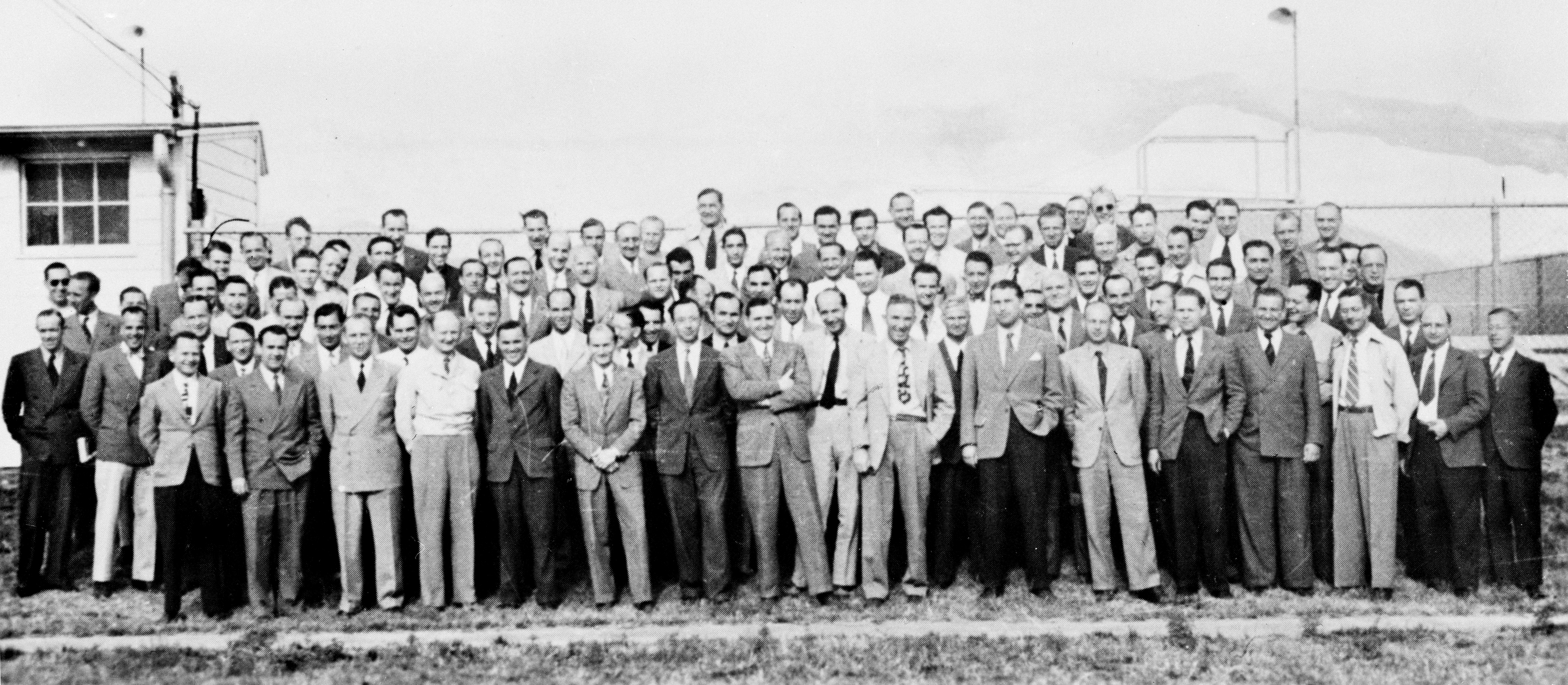
Les 104 ingénieurs allemands spécialistes de fusées exfiltrés dans le cadre de l'opération Paperclip, photographiés en 1946 à Fort Bliss, Texas.

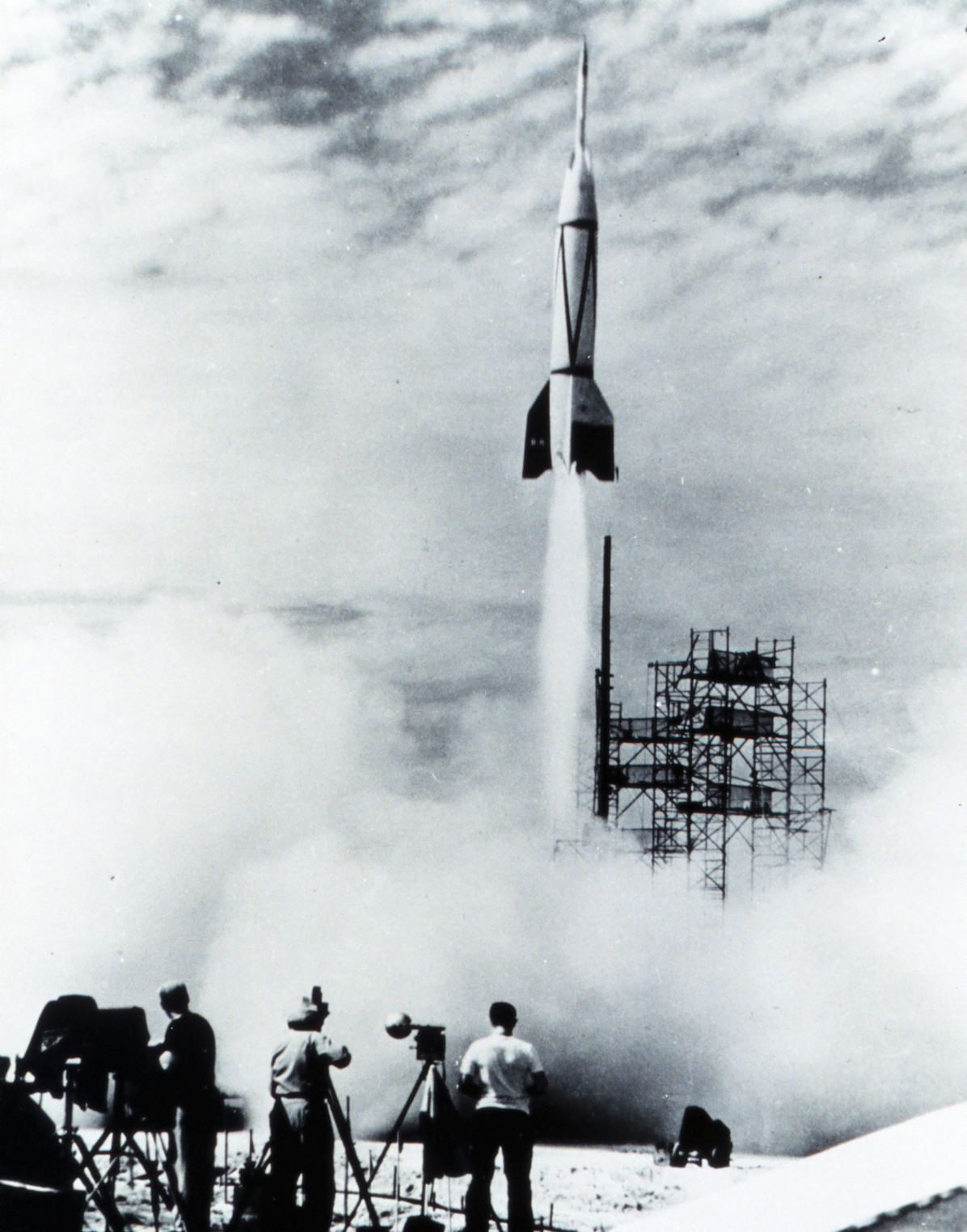
Lancement d'une fusée-sonde Bumper à cap Canaveral en 1950.

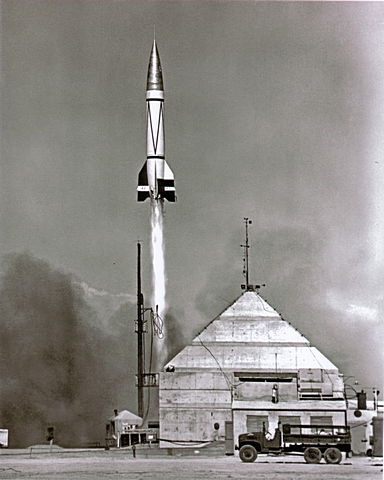
Un V2 transformé en fusée-sonde et transportant un singe est lancé depuis le centre de lancement de White Sands en 1949.

Le missile V2 a joué un rôle déterminant après la Seconde Guerre mondiale dans le développement des missiles balistiques puis des lanceurs à la fin des années 1950 car il a permis la mise au point de nombreuses techniques qui sont souvent encore utilisées de nos jours :
- il s'agit, et de loin, de la fusée la plus puissante construite à son époque, améliorant les performances de l'état de l'art d'un facteur 10, ce qui a ainsi contribué de manière décisive à la réalisation de moteurs-fusées à forte poussée ;
- le V2 utilise pour la première fois pour son alimentation en ergols une turbopompe alimentée par un générateur de gaz ;
- c'est la première fusée à disposer d'un moteur dont la poussée peut être modulée (à la fin de la phase propulsive à 31 % de la phase nominale) ;
- c'est la première fusée à disposer d'un système de guidage autonome capable de corriger la trajectoire en prenant en compte les mouvements de l'atmosphère.

Conscient de l'immense avance prise par les ingénieurs et techniciens allemands, les alliés vont tout faire pour tirer parti des matériels, documentation et des spécialistes.

### États-Unis
Les États-Unis dans le cadre de l'opération Paperclip exfiltrent et recrutent les principaux spécialistes des fusées allemandes dont Wernher von Braun, Walter Dornberger, Adolf Thiel, Kurt H. Debus, Hermann Oberth et Arthur Rudolph. Il récupèrent plus de 100 V2 dans l'usine de Mittelwerk qu'ils sont les premiers à occuper avant de céder cette partie du territoire aux Soviétiques. Les V2 sont transportés aux États-Unis pour être étudiés puis lancées depuis le centre de lancement de White Sands au Nouveau-Mexique à compter de 1946. Les V2 sont les premières fusées-sondes capables de monter à plus de 100 km et d'étudier la haute atmosphère à l'aide d'une instrumentation scientifique embarquée. Le 24 octobre 1946 un V2 a servi à prendre le premier cliché de la Terre vue de l'espace à une altitude de 105 km grâce à une caméra cinématographique Devry 35 mm fixée sur la fusée,. Plusieurs fusées sont développées directement à partir du V2 comme Bumper un V2 modifié surmonté d'une fusée américaine WAC Corporal dont les deux premiers lancements depuis cap Canaveral en juillet 1950. La fusée Viking est une copie améliorée du missile V2 deux fois plus petite qui sera utilisée comme fusée-sonde entre 1949 et 1955 puis servira de premier étage pour le lanceur léger Vanguard développé pour placer en orbite le premier satellite artificiel américain.
Les spécialistes allemands rapatriés aux États-Unis traversent une période d'inactivité car les différentes composantes de l'armée américaine se disputent la filière de développement des missiles balistiques. Finalement, ils sont transférés à Fort Bliss au Texas, établissement de l'armée de terre chargé de développer les missiles balistiques. En 1950, von Braun est nommé directeur technique du Redstone Arsenal établissement de l'armée de terre américaine situé à Huntsville (Alabama) et destiné à la mise au point de missiles guidés. Son équipe d'ingénieurs allemands développe le missile sol-sol missile Redstone, dérivé directement du V2 allemand, et premier missile balistique guidé de l'armée américaine, qui sera utilisé en 1961 pour le lancement des premiers astronautes américains. Il est nommé directeur des recherches de l'Agence pour les missiles balistiques de l'armée de terre américaine en 1956 au sein de laquelle son équipe assure la mise au point des missiles Pershing et Jupiter. Le premier satellite américain Explorer 1 est lancé par une fusée Juno I conçue principalement par les ingénieurs allemands.

### Union soviétique

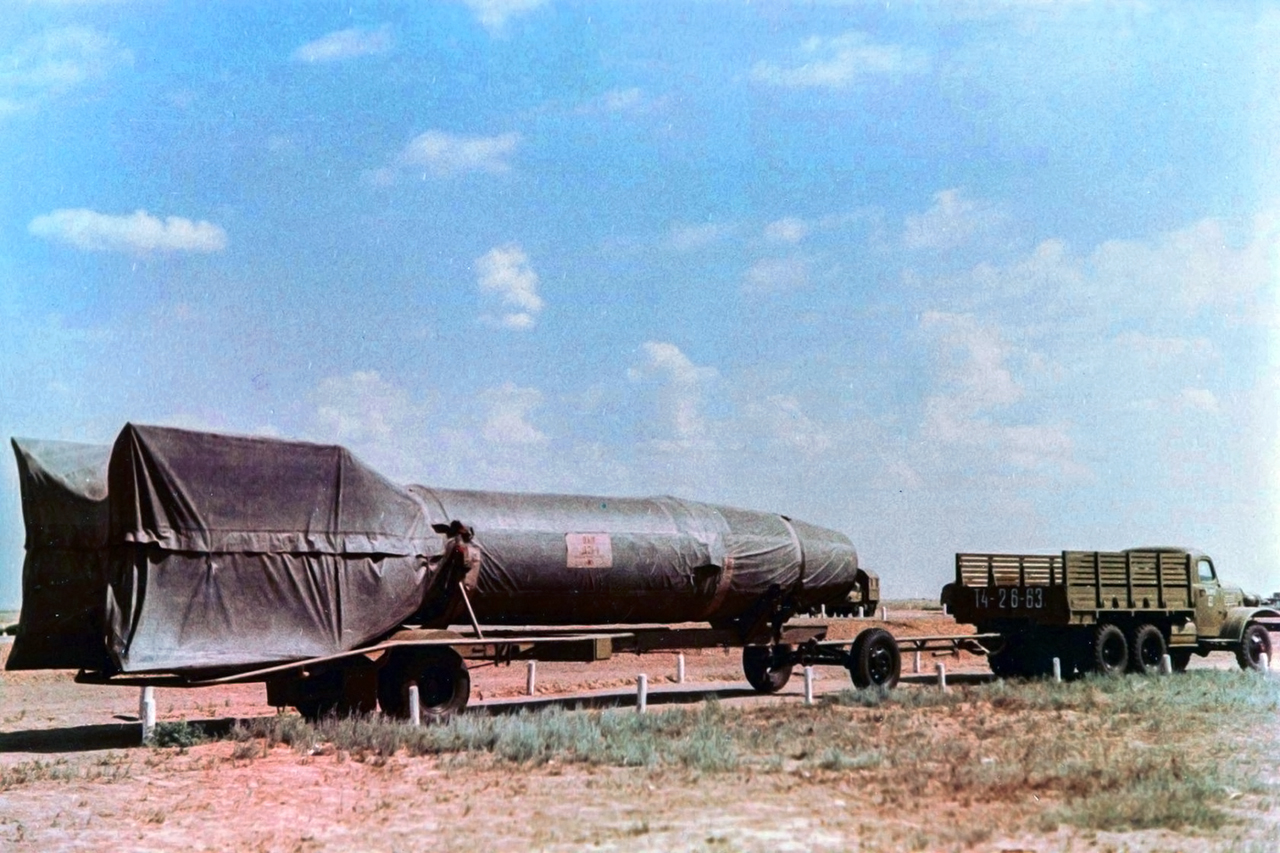
Le missile R-1 copie soviétique de l'A4.

#### Récupération des équipements et des hommes
Avant même la fin de la Seconde Guerre mondiale, Staline crée plus de 40 bataillons de récupération constitués généralement de spécialistes civils soviétiques chargés de récupérer des équipements et des machines installés en Allemagne ou dans les territoires occupées par celle-ci pour les transférer en Union soviétique. Plusieurs de ces groupes se spécialisent dans la récupération des fusées A4 et des équipements associés. Les troupes soviétiques sont les premières à pénétrer à Peenemünde au cours des premiers jours de mai 1945 mais les ingénieurs et les techniciens allemands ont évacué les lieux et les principaux équipements ainsi que la documentation ont été soit détruits soit déménagés. Parmi les spécialistes soviétiques se trouvent Serguei Korolev (tout juste libéré de prison et futur fondateur du programme spatial soviétique), Alexeï Issaïev de l'institut de recherche NII-1 qui concevra les premiers missiles mer-sol de son pays, Boris Tchertok, futur bras droit de Korolev, et Valentin Glouchko qui développera les principaux moteurs-fusées soviétiques au cours des 30 années suivantes. En juillet, les Soviétiques prennent possession du site de Mittelwerk et découvrent une usine qui a été vidée de ses équipements les plus intéressants par les Américains. Les ingénieurs soviétiques parviennent néanmoins à récupérer des pièces détachées d'A4.
Contrairement aux Américains dont la stratégie consiste à récupérer le matériel et les hommes pour les installer aux États-Unis, les responsables soviétiques décident de remettre en fonction les installations allemandes en s'appuyant sur les spécialistes allemands encore présents. L'institut de recherche RABE (de l’allemand Raketenbau und -Entwicklung) est créé à Bleicherode et fait travailler des ingénieurs allemands sur les systèmes de guidage sous la supervision des Soviétiques. Tchertok écume le territoire allemand pour récupérer des spécialistes des fusées en tentant de les attirer avec des promesses de rémunération substantielle. Malheureusement pour lui, la plupart d'entre eux ont déjà été exfiltrés par les Américains. Tchertok parvient néanmoins à recruter Kurt Magnus, un spécialiste des gyroscopes, et surtout Helmut Gröttrup, responsable du système de guidage de l'A4. Un deuxième centre de recherche, l'institut Nordhausen est créé en février 1946 à la demande de Korolev, pour superviser l'ensemble des recherches et des développements autour de l'A4. Mi 1946, il gère quatre établissements industriels chargés de remettre en route la fabrication des A4. À Nordhausen Glouchko supervise la fabrication des moteurs-fusées du missile, la structure de celui-ci est construite à Sommerda sous la direction de Vassili Michine (un autre bras droit de Korolev), les équipements de contrôle en vol sont fabriqués à Sondershausen tandis qu'une chaine d'assemblage est mise en marche à Kleinbodungen dans un ancien centre de réparation des A4. En octobre 1946 plus de 700 spécialistes soviétiques et entre 5 000 et 7 000 allemands travaillent pour l'Institut Nordhausen. Une vingtaine de fusées A4 sont ainsi fabriquées sous la supervision des Soviétiques.

#### Réalisations soviétiques et héritage allemand
En mai 1946, Staline décide de lancer l'Union soviétique dans le développement des missiles balistiques. Les dirigeants soviétiques choisissent de rapatrier sur le territoire national l'ensemble des moyens de production touchant aux domaines de pointe qu'ils ont réactivés après leur occupation de l'Allemagne. Les outils de production des V2 sont déménagés sur le territoire soviétique tandis que plus de 200 spécialistes de fusées allemands sont déportés brutalement avec leurs familles le 22 octobre 1946 dans le cadre de l'opération Osoaviakhim. Celle-ci, soigneusement préparée à l'avance, implique plus de 2 000 officiers de police accompagnés de soldats qui contraignent les personnes concernées à monter dans des trains affrétés à l'avance dans cet objectif. L'opération de déportation touche également plus de 1 000 autres spécialistes dans d'autres domaines comme l'aéronautique, l'avionique et l'armement en général. Korolev qui a été identifié pour ses talents d'organisateur est placé à la tête du bureau d'études spécial no 1 OKB-1, rattaché au NII-88 où il est chargé de développer une version améliorée du V2. Un deuxième bureau d'études du NII-88 rassemble environ 150 spécialistes allemands du V2. Ils sont dirigés par Helmut Gröttrup et seront progressivement installés dans un camp situé sur l'île de Gorodomlia (en) sur le lac Seliger à 200 km de Moscou. Les autorités soviétiques leur demandent de développer leur propre version améliorée du V2, le G-1. Parallèlement un établissement baptisé OKB-456 spécialisé dans la construction de moteurs-fusées à ergols liquides est créé dans une ancienne usine d'aviation à Khimki, dans la banlieue de Moscou ; Glouchko, nommé responsable de son bureau d'études, est chargé de fabriquer une copie du moteur du missile V2 avec l'aide de spécialistes et de techniciens allemands,.

#### Missiles R-1 et R-2
L'équipe de Korolev met au point plusieurs missiles aux capacités croissantes. Le missile R-1 est une copie du V2 dont plusieurs exemplaires sont tirés à partir d'octobre 1947 avec un taux de réussite proche de celui obtenu par les Allemands durant la guerre. Mais la production industrielle met beaucoup plus de temps car comme l'avait diagnostiqué un ingénieur allemand, l'Union soviétique a un retard de 15 ans. Les premiers missiles ne sortent de l'usine OKB-586, située à Dnipropetrovsk, en Ukraine, que fin 1952. Le missile R-1 sera déployé dans quelques unités opérationnelles. Une version sera utilisée comme fusée-sonde à des fins scientifiques.
Le missile R-2 est une version agrandie de la R-1 avec une portée doublée (550 km) et une charge constituée d'un liquide radioactif qui devait être dispersé en altitude pour former une pluie mortelle. La R-2 est jugée moins bonne que la G-1 produite par l'équipe des ingénieurs allemands de Gröttrup. Korolev défend son projet mais incorpore certaines des innovations allemandes et son missile est finalement accepté et entre en production en juin 1953. À compter de 1951 les spécialistes allemands ne sont plus impliqués directement dans de grands projets. Jusqu'à la fin 1953 ils sont tous rapatriés en Allemagne.

### Autres alliés
Les Britanniques furent les premiers à procéder à des lancements de V2 après la Seconde Guerre mondiale. Initiée avec les Américains, l'opération Backfire dont le but principal était de « vérifier la procédure allemande de lancement des fusées à longue portée par des tirs réels », sera finalement totalement assumée par l'armée britannique. Les essais de V2 commencent le 1er octobre 1945 et s'achèvent par un quatrième tir le 15 octobre.
La France n'est pas en reste et recrute trente spécialistes allemands qui s'installent à Vernon en mai 1946 pour travailler au LRBA, à la base du programme spatial français des fusées Véronique puis ultérieurement Ariane.

## Versions dérivées

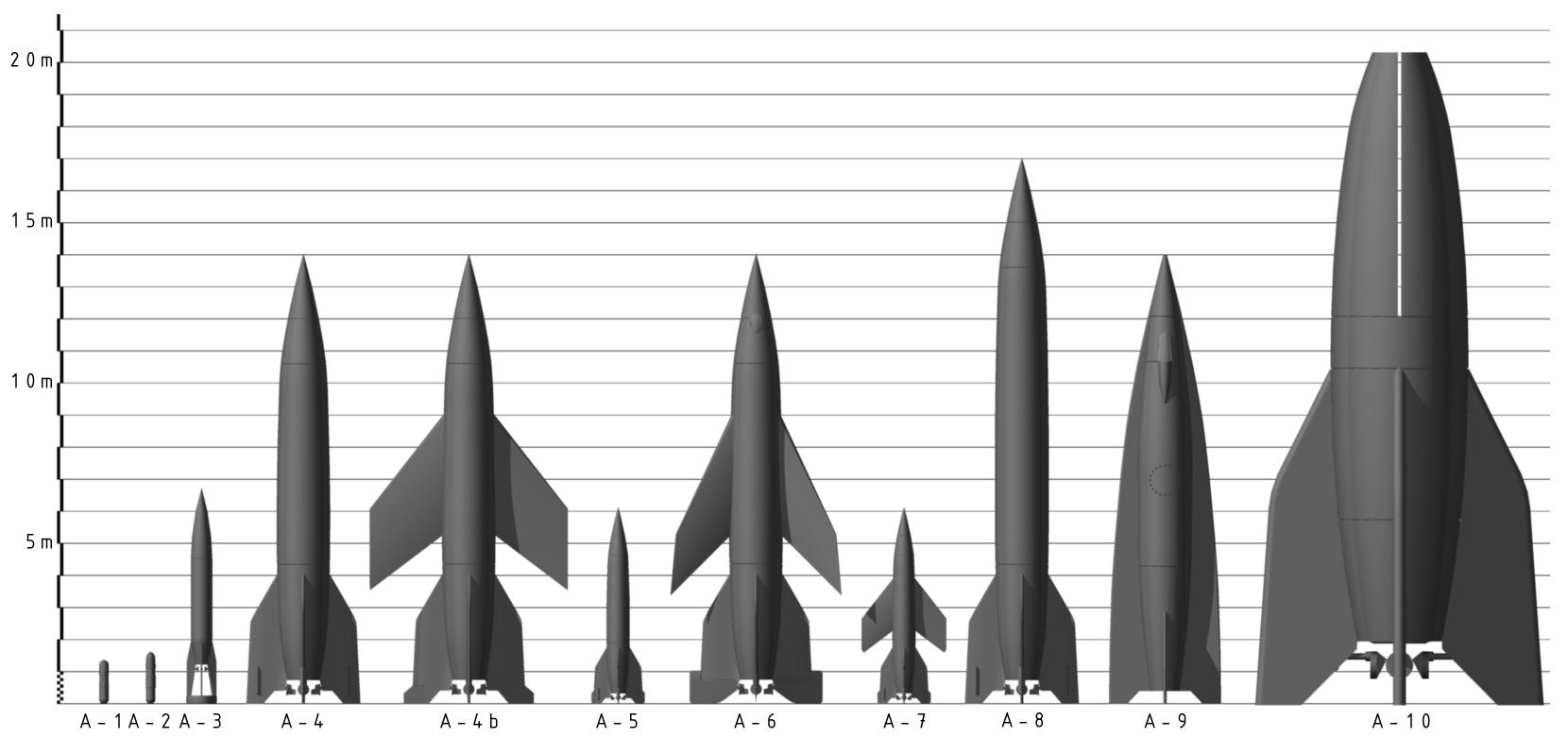
L'A4 et les différentes versions dérivées de l'A4 étudiées.

Plusieurs versions dérivées du V2 ont été étudiées et au moins l'une d'entre elles a été testée en vol :
- l'A4b est une A4 équipée de courtes ailes lui permettant d'effectuer une descente en vol plané et lui permettant d'accroitre sa portée à environ 700 km ;
- L'A9/A10 était un missile à deux étages d'une masse de 100 tonnes qui avec sa portée de 6 500 km devait être capable de traverser l'océan Atlantique et de frapper les États-Unis ;
- L'A6 est une version de l'A4B équipée d'un statoréacteur lui permettant de revenir à la base dans le cadre de missions de reconnaissance aérienne.

### A4b: la version ailée de l'A4
L'A4b est une version améliorée de l'A4 grâce à l'utilisation d'ailes courtes permettant de doubler la portée qui pouvait ainsi atteindre de 650 à 750 km. Proposée dès 1940, son étude est repoussée car toutes les ressources disponibles sont accaparées par la mise au point de l'A4. Le projet est réactivé en octobre 1944 lorsque la Normandie est reprise par les Alliés et que la portée trop faible des A4 ne permet plus d'atteindre le sud de l'Angleterre depuis les positions qu'occupe encore la Wehrmacht. Le 25 octobre 1944 les autorités allemandes donnent leur accord pour la construction de 5 prototypes. L'A4B reprend en tout point les caractéristiques de l'A4 hormis sa masse à vide qui augmente de 1 350 kg.
Dans les premiers dessins, les ailes reprennent la forme de l'empennage en le prolongeant vers l'avant mais les essais effectués en soufflerie démontrent que, dans cette configuration, le missile n'est pas stable. Dans le dessin final, elles sont remplacées par des ailes courtes et de faible épaisseur situées au milieu du corps du missile très proches de la voilure du X-1, premier avion à franchir le mur du son. Le premier test en vol de l'A4b a lieu le 27 décembre 1944. Au cours du seul essai réussi, le missile atteint une altitude de 80 km et a une portée de 750 km. L'avancée des Alliés empêchera la mise en production de cette version du missile.
- Propulsion : moteur-fusée EMW de 25 300 kg de poussée
- Vitesse maximale : 7 290 km/h
- Masse : 16 260 kg en charge
- Envergure : 3,5 mètres avec les ailes
- Longueur : 14,2 mètres
- Charge militaire : 1 tonne d'Amatol
- Portée : 500 km

#### Version Mer-Sol: le projetSchwimmweste
Tout au long de la guerre, une des exigences d'Hitler fut de bombarder New-York, même de façon symbolique, au titre de la guerre psychologique, ce qui devait se traduire par des projets (assez chimériques) de bombardier intercontinental (Amerika bomber, Silbervogel).
En attendant la réalisation d'un missile intercontinental (cf. Infra), Otto Lafferenz, un des dirigeants du Deutsche Arbeitsfront, dont le frère était commandant de U-boot, proposa en 1943 un système permettant de tirer des fusées A4 à partir d'un conteneur étanche qui aurait été remorqué par un des tout nouveaux sous marins du type XXI (ou Elektroboot), alors en phase de d'achèvement. Ce conteneur/lanceur, baptisé du nom de code Schwimmweste (gilet de sauvetage) aurait été remorqué à travers l'océan Atlantique (la plupart du temps en surface ou en plongée peu profonde, s'agissant d'un sous-marin conventionnel diesel-électrique), puis redressé à la verticale à l'aide d'un water-ballast situé dans la queue du conteneur et lancé, une fois le sous-marin à portée d'objectif. Ce projet connut un début de réalisation (fabrication et tests du conteneur) mais pas plus. On peut s'interroger sur sa viabilité en raison des contraintes liées au remorquage de plusieurs milliers de milles marins sur un océan agité et sur les contraintes liées à l'emploi d'un matériel aussi délicat et expérimental que l'A4 dans un milieu hostile (mer agitée, humidité et corrosion saline). C'est cependant une préfiguration du tir de missiles (comme les missiles Polaris) à partir d'un sous-marin.

### A9/A10: le missile intercontinental
L'A9/A10 est un missile balistique intercontinental comprenant deux étages et dont les premières esquisses remontent à 1940 avec une date de mise en service planifiée en 1946. Les travaux sur le sujet sont officiellement arrêtés en 1943 pour concentrer les efforts sur la mise en production et l'amélioration de l'A4, mais certains développements se poursuivent à l'initiative de von Braun en utilisant comme couverture le projet A4b. À la fin de 1944, les développements sur l'A9/A10 reprennent officiellement sous l’appellation projet Amerika mais tous les développements sont de nouveau arrêtés après le dernier test de l'A4B en janvier 1945. L'architecture de l'A9/A10 a évolué de manière sensible au fil de sa conception. Le système propulsif du premier étage constitué initialement de six chambres de combustion de l'A4 alimentant une tuyère unique est remplacé par un moteur-fusée unique de 200 tonnes de poussée pour lequel un banc d'essais est construit à Peenemünde. Le dessin des ailes du second étage est également modifié à la suite d'essais en soufflerie pour permettre une meilleure portance à vitesse supersonique et résoudre le problème de la translation du centre de poussée à vitesse subsonique. Compte tenu de la portée envisagée, il n'était pas possible de frapper avec précision une cible avec les systèmes de guidage inertiel disponibles à l'époque. Il était donc prévu qu'un aviateur embarque à bord du missile et le guide en utilisant les indications fournies par radio émises depuis des sous-marins allemands patrouillant dans l'océan Atlantique. Le pilote, qui devait s'éjecter une fois la cible à portée de vue, était sacrifié.
- Propulsion : moteur-fusée de 2 307 kilonewtons de poussée
- Masse : 83 000 kg
- Envergure : 4,12 mètres
- Longueur : 45 mètres
- Charge militaire : 1 tonne d'Amatol
- Portée : 5 000 km

### A6: engin de reconnaissance avec statoréacteur
L'A6 est proposé 1943 au ministère de l'Armée de l'Air allemand comme un engin de reconnaissance aérienne rendu quasiment invulnérable par sa vitesse. Le ministère refusa de financer un projet qui ne répondait pas à ses besoins et les travaux sur cette version ne dépasseront pas le stade de la planche à dessin. L'A6 est un missile A4 disposant d'un statoréacteur auxiliaire et d'un cockpit pour le pilote chargé de ramener l'engin à son point de départ. Décollant verticalement et après avoir atteint une vitesse supersonique et culminé à 95 kilomètres, l'A6 devait entamer une phase de descente en vol plané, puis le statoréacteur était mis en marche. Brûlant du pétrole synthétique, il devait permettre de maintenir une vitesse de croisière de 2 900 km/h durant 20 minutes, le temps pour le pilote de ramener son engin à son point de départ et de le poser comme un avion grâce à un train d'atterrissage et un parachute de queue chargé de le ralentir dans cette phase finale.
- Propulsion : moteur-fusée EMW de 12 474 kg de poussée + un statoréacteur de type inconnu
- Vitesse maximale : 2 900 km/h
- Carburant/comburant M-Stoff (Méthanol) & A-Stoff (oxygène liquide)
- Envergure : 6,33 mètres
- Longueur : 15,75 mètres
- Altitude : 95 000 mètres
- Portée : 800 km